# 火星水探索年表
迄今为止，行星际飞船提供了大量“火星上水的证据”，其历史可以追溯到1971年到达火星的水手9号探测器。
本文将描述历次探索任务以及所取得的发现。要更全面了解今天火星上存在的水证据及历史，请参见火星水文。  

## 水手9號
从水手9號拍攝图像中发现的河床、峽谷（包括長達4200公里的水手峽谷系統）、水流侵蝕、鋒面、霧等，首先揭示了火星表面曾經有水的證據。之後的海盜號接续了水手9號的任务。為纪念水手9號任務，巨大的水手峽谷系統被命名为“水手谷”。

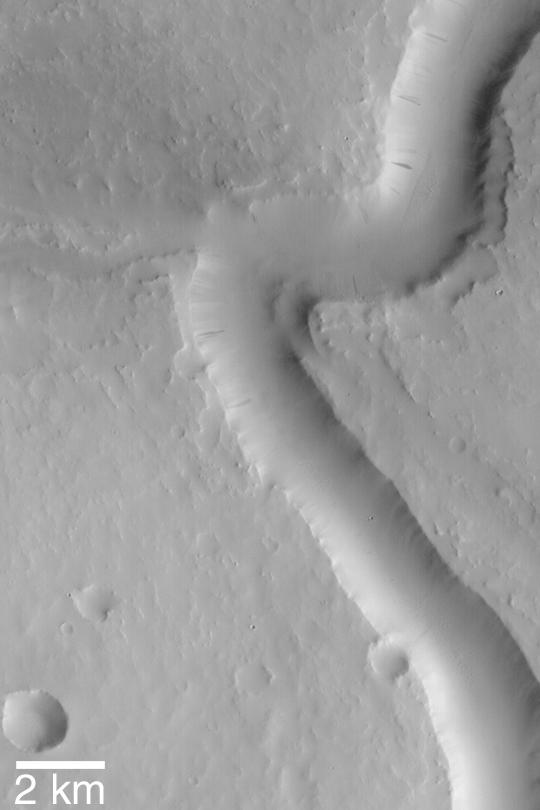
水手9號拍攝的斯卡曼德洛斯谷河曲，表明火星表面曾有过大量的水流。
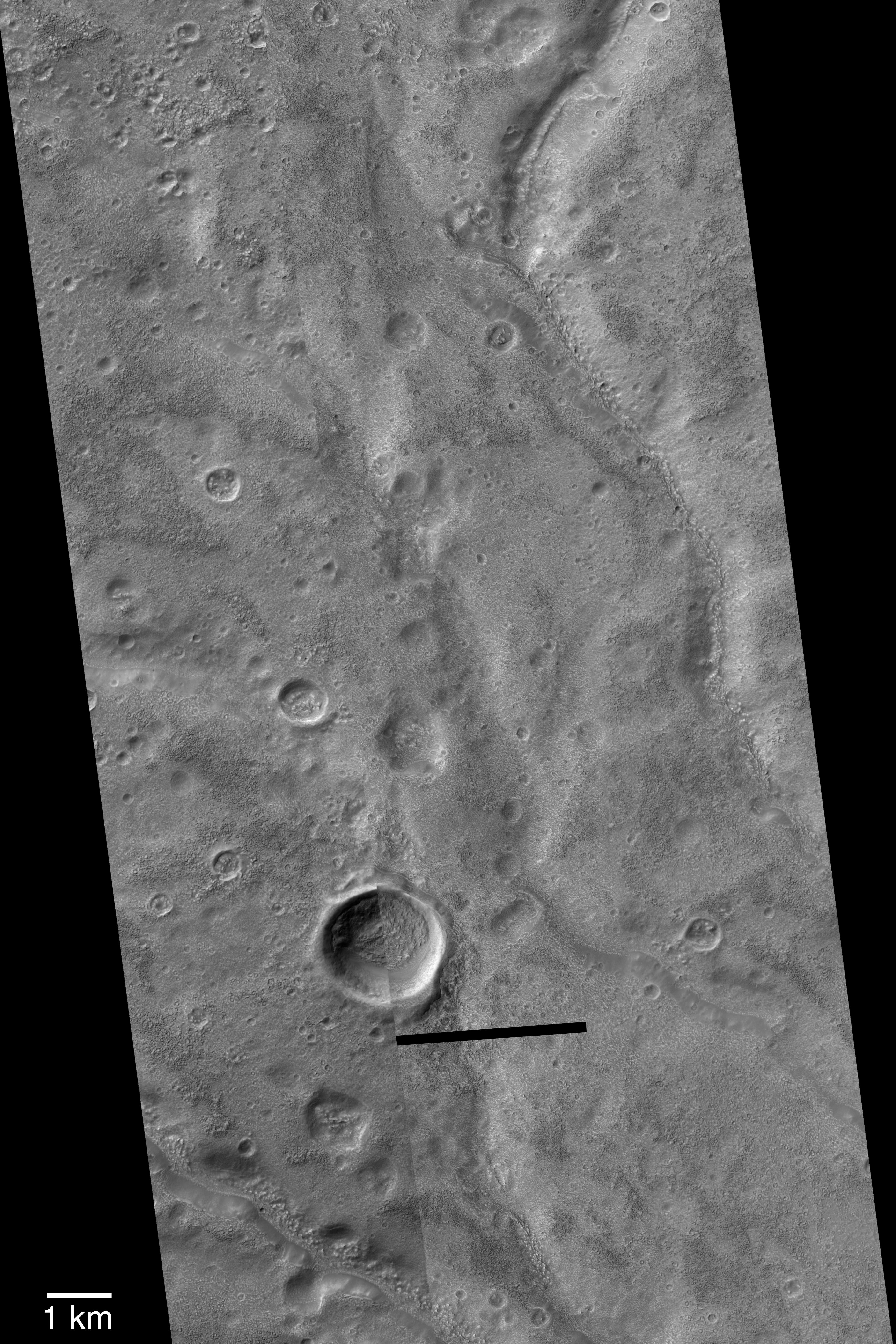
水手9號拍攝的瓦伊哥谷，是雨雪作用形成此类河道系統的證據。

## 海盜號
海盜號在火星表面發現許多需大量水流才能形成的地表特徵，引發了學界對火星表面是否有水的观念革命。在火星許多地方都發現了巨大的河谷，从這些河谷可看到洪水突破阻碍切出深谷，在岩床上冲刷出痕跡并一路肆虐數千公里。南半球大片區域的河谷水網顯示曾經有过降雨。一些火山的邊緣被認為是降雨冲刷暴露出的岩石，因為在夏威夷群島的火山也有類似的地形特徵。許多撞擊坑的型態看起來就像撞擊物撞入濕泥地；當撞擊坑形成時，土壤中的冰可能融化使表面變成濕泥地并在表面流動。正常情況下地表物質在撞擊後會喷出再降落，但在火星一些撞擊坑並不會在表面流動，因為周圍有許多障礙。混沌地形看起來像有大量的水流過，在較低處形成大型河道。這些水流的規模大到難以想象－可能是密西西比河流量的十倍。地下的火山活動可能曾經融化了冰層，水流大量流失后地表塌陷形成混沌地形。
以下部分图像是從海盜號多張窄视场、高解析度图像拼接而成，部分标注有特征名。

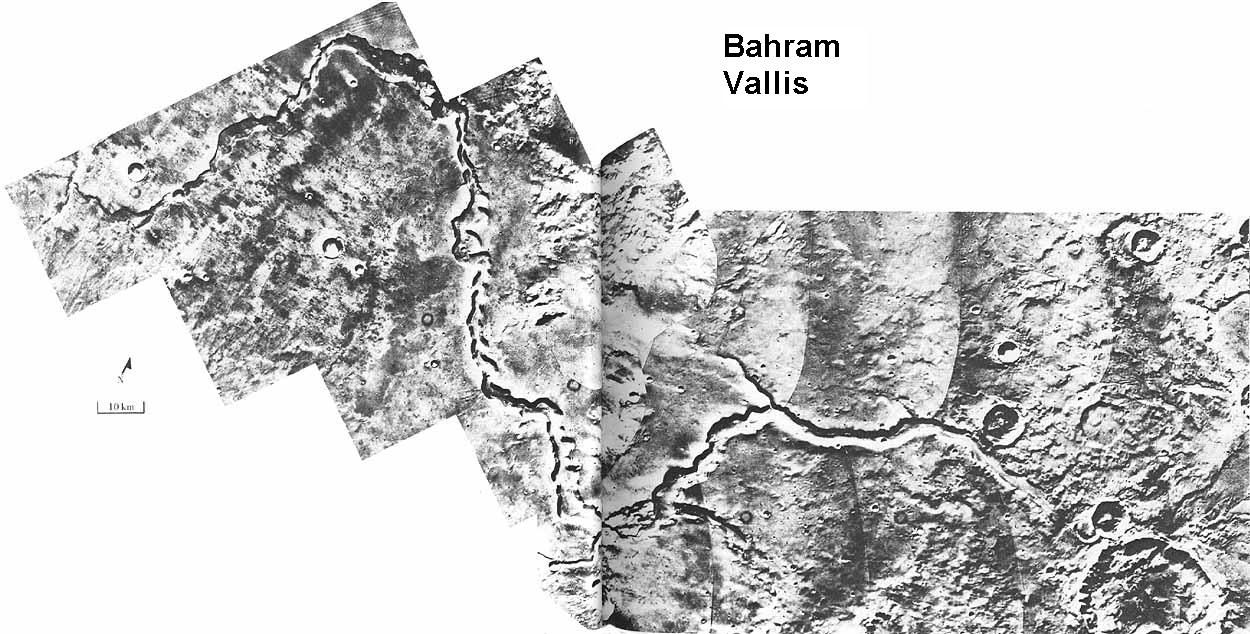
海盜號拍攝于月沼区和卢娜高原（Lunae Planum）北部的巴赫拉姆谷，位於韋德拉谷和地勢較低的卡塞峽谷之間。
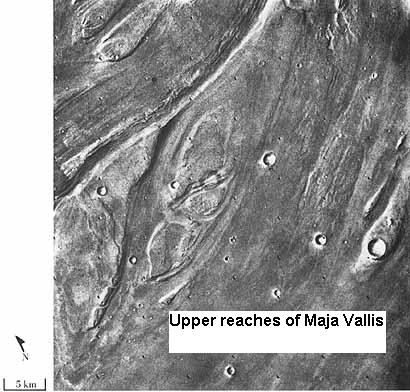
海盜號拍攝的月沼区众多流線型島嶼，顯示曾有強劲的水流在火星表面流动。
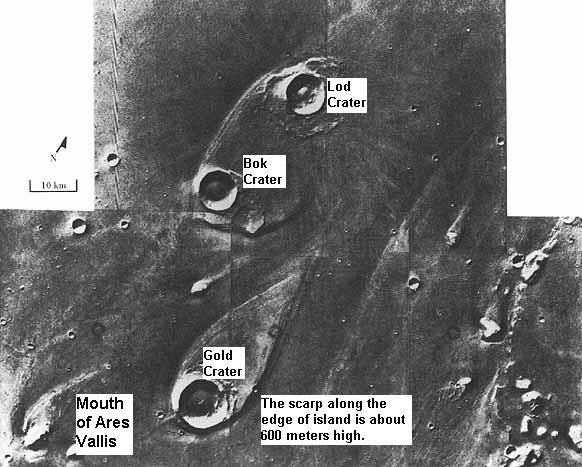
海盜號拍攝的从歐克西亞沼區邁亞谷流出的水流侵蚀出的水滴狀島嶼，這些島嶼形成于卢德陨击坑、博克陨击坑和戈尔德陨击坑产生时的噴出物。
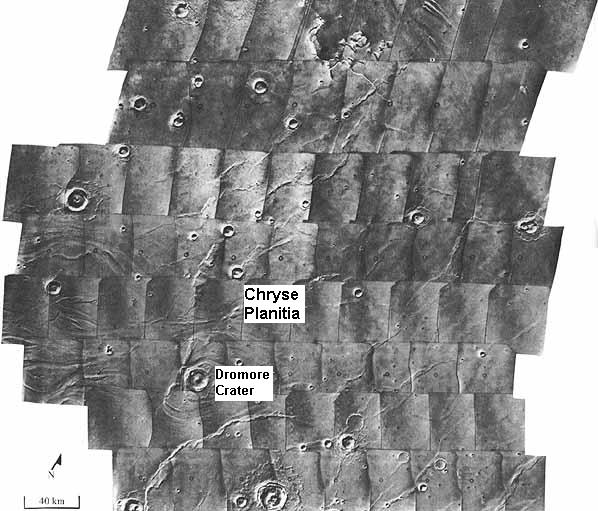
照片中可見沖刷模式是水流從左側的邁亞谷流出。图像拍摄于月沼區。
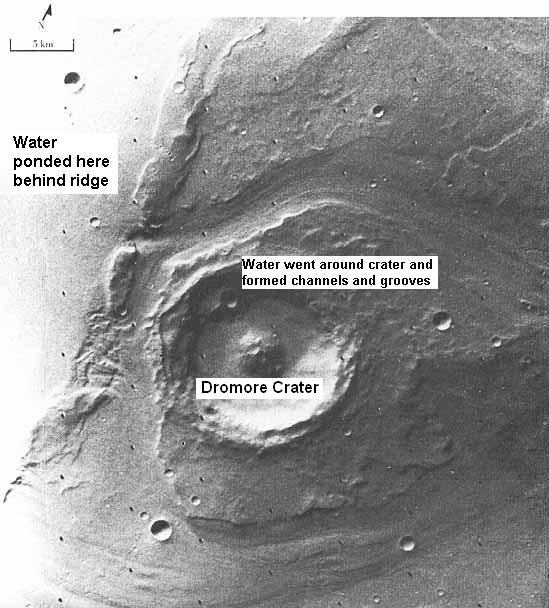
在這幅海盜號拍攝于月沼區的图像中，可看到大量水流造成的侵蝕，使德羅摩爾撞擊坑周圍的撞擊噴發物形成現在的形態。
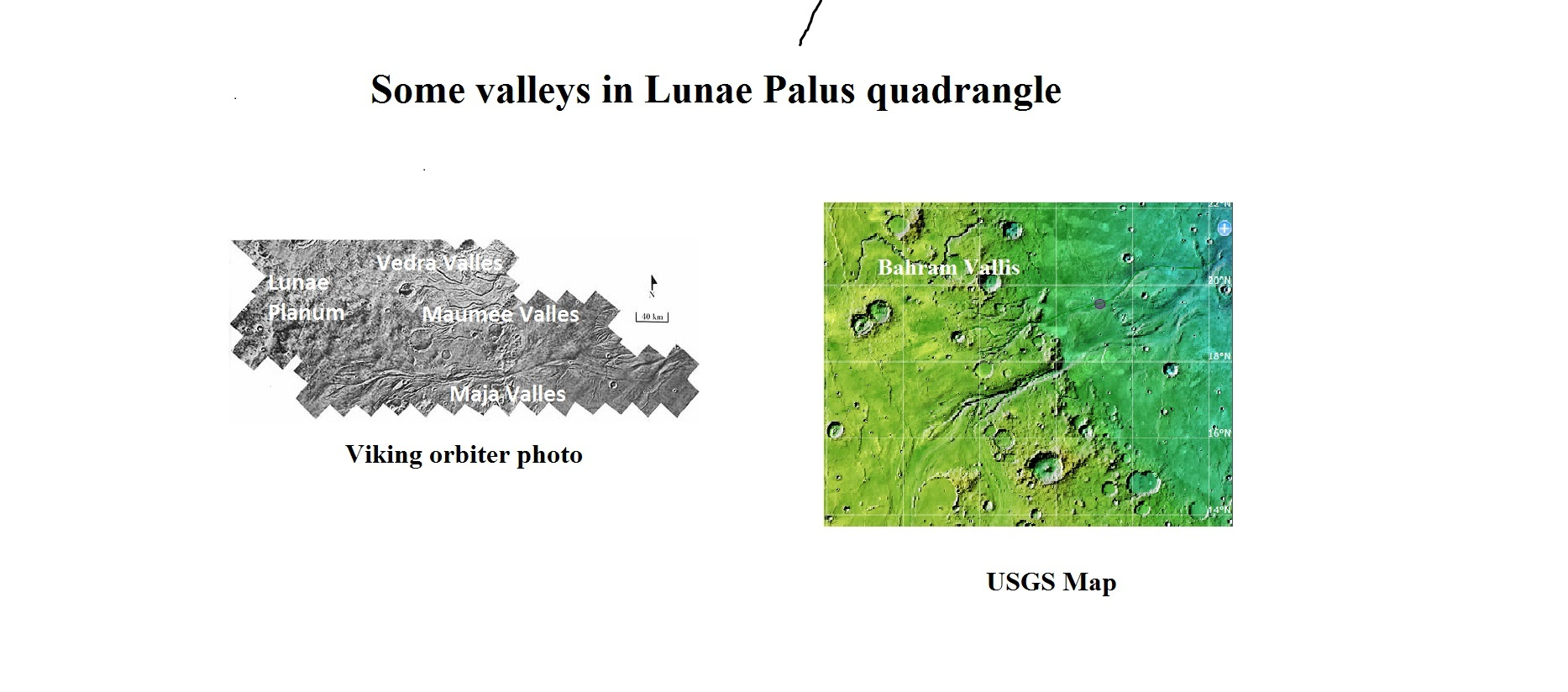
在這幅海盜號拍攝于月沼區的图像中，可看到韋德拉谷、茂米谷和邁亞谷的水流都从左側的月神高原流入右側克律塞平原。
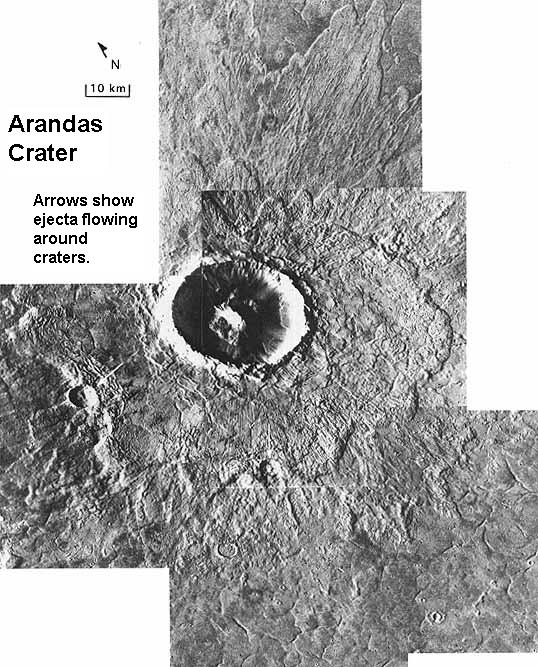
海盜號拍攝的亚兰斯撞击坑外的噴發物類似泥漿在周圍的小撞擊坑（箭頭所指處）移动，而不是降落。這種撞擊坑形成原因被認為是撞擊時融化的大量水冰所致。位於阿西达里亚海区。
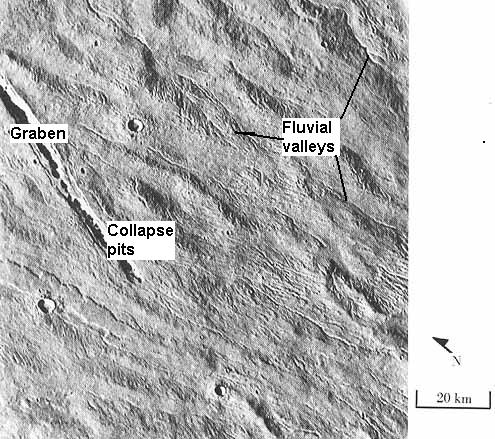
在這幅影像中可見亞拔山邊緣有河道或堑沟。部分堑沟形成熔岩流；其他的可能形成于水流。大規模的堑沟或地塹形成一道崩塌的洼地。图像拍摄于阿耳卡狄亚区。
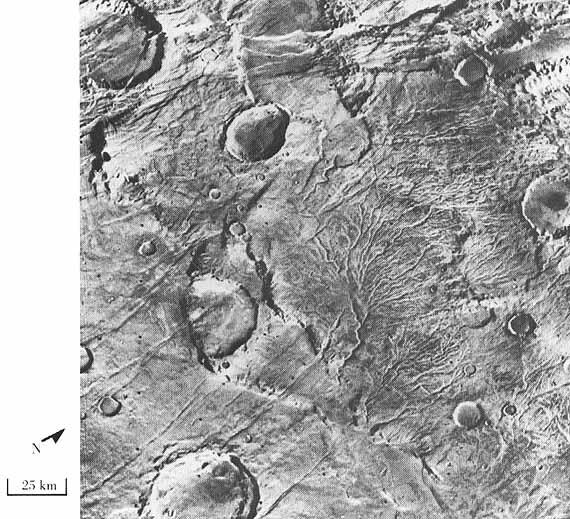
位於陶玛西亚区的众多細小河道。這樣的河道網是火星古代有大量降雨的強力佐证。
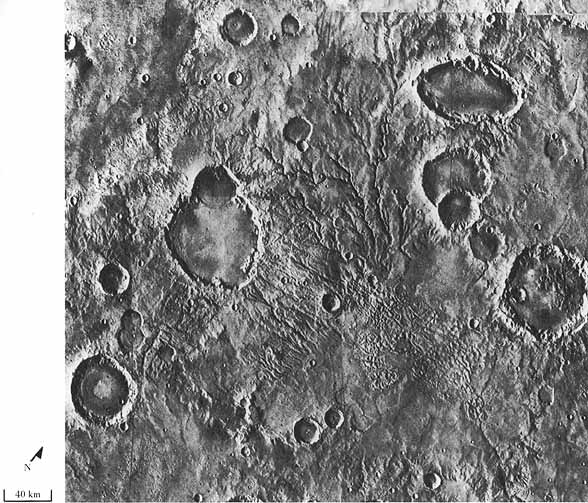
位於珍珠灣區的許多細小河道是火星古代曾有降雨的證據。
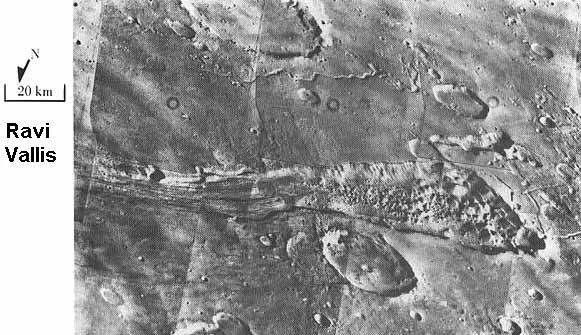
海盜號拍攝的珍珠灣區拉維谷，可能形成于從右邊混沌地形中流出的特大洪水。

海盜號登陸器的勘测結果顯示火星在古代和現代都存在着水，在海盜號氣相層析質譜分析儀內加热的样本釋放出了水，但比例只約有1%。化學分析顯示火星表面過去曾有許多水。部分火星表面的土壤含有硫和氯，可能是古代海水蒸發後留下的。硫元素集中在火星地層表面，因此可能的原因是地殼上层的硫酸鹽被水溶解後又向上漫溢到地表，這种现象在地球沙漠地区很常見。這些硫可能與鈉、鎂、鈣或鐵形成硫酸鹽或硫化铁。海盜號登陸器的火星地表样本化學實驗結果顯示，火星表面礦物约有90%是富含鐵的黏土混合物；其中約10%是硫酸鎂（可能是硫酸鎂石）、5%是碳酸鹽（方解石）、5%是鐵氧化物（可能有赤鐵礦、磁鐵礦、針鐵礦）。這些礦物是典型的基性火成岩風化產物，是存在过水的證據。硫酸鹽礦物內有結晶水，是水在古代曾經存在的證據；海盗2号發現相似礦物聚集的區域，由于海盗2号的位置更靠北，它拍攝到了火星冬季表面的霜冻。

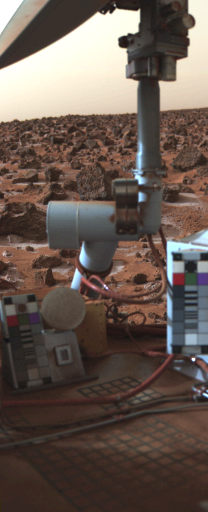
火星表面的霜冻
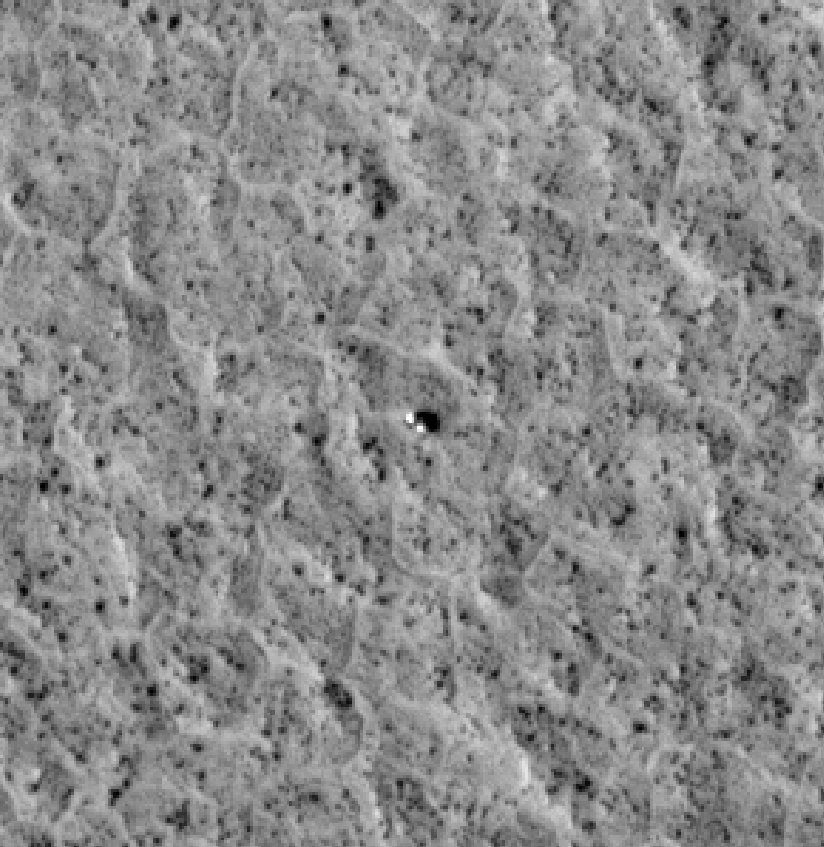
2006年12月火星偵察軌道器拍攝的海盜2號着陸器。
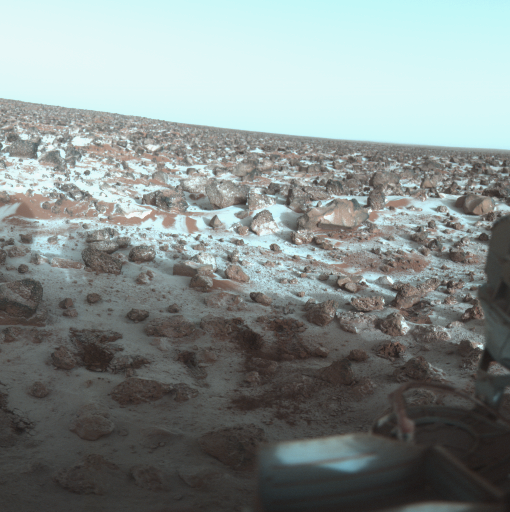
登陸地點的霜。

## 火星全球探勘者號

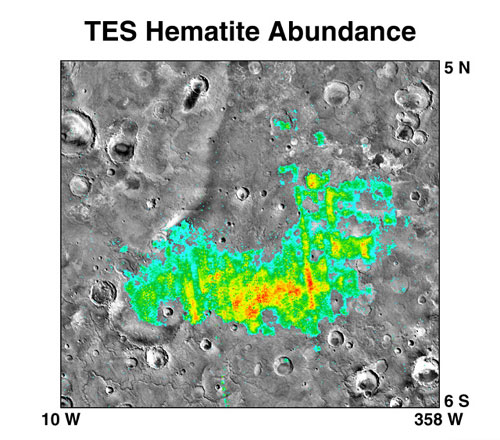
熱輻射光譜儀数据繪製的子午線灣赤鐵礦分布圖。這些資料用于为機遇號选择着陆点。赤鐵礦通常需存在水的环境下才形成。機遇號将在此登陸並寻找水的證據。

火星全球探勘者號的热辐射光谱仪是用來偵測火星表面礦物成分的儀器。礦物成分提供了古代火星是否存在水的信息。热辐射光谱仪調查了很大的範圍（約30000平方公里），發現在尼利槽溝有橄欖石。一般認為早期撞擊事件形成伊希地平原时，所造成的斷層暴露出了橄欖石。橄欖石可在許多種基性火成岩中發現；而水的侵蝕会使橄欖石變成其他礦物，例如針鐵礦、亞氯酸鹽、蒙脫石、磁赤鐵礦和赤鐵礦。橄欖石的發現是火星表面部分地區長期來極為乾燥的強力證據。在很多其它分布于北緯或南緯60度地区的露頭中也发现了橄榄石。橄欖石已在火星隕石（輝玻無球隕石、輝橄無球隕石和純橄無球隕石）中被發現。後續的研究發現，富含橄欖石的岩石在火星上覆蓋了超過11.3萬平方公里的表面，是夏威夷島五座火山面積的11倍。
2006年12月6日，美国宇航局公布了两张位于塞壬高地和半人馬山的陨石坑照片，似乎显示1999年至2001年的某些时刻火星上存在液态水。
数百条由液态水冲刷出的冲沟，被认为可能最近才形成。这些冲沟出现在陡峭的斜坡上，大部分位于特定的纬度地带。
以下是火星全球探勘者號拍攝的冲沟照片：

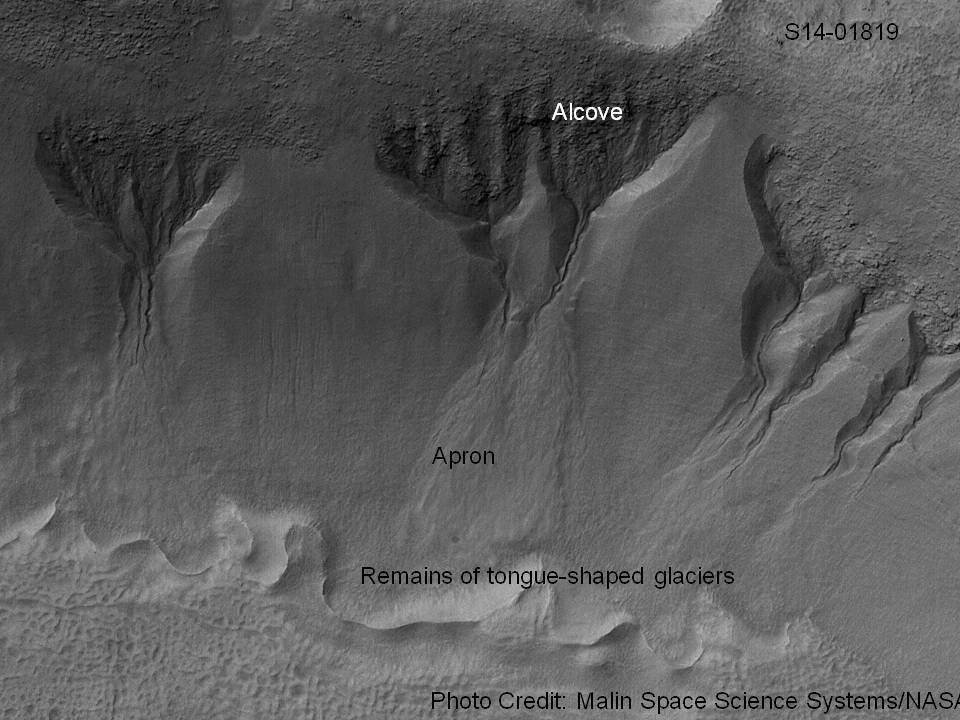
法厄同區牛頓撞击坑以西一座陨坑北側坑壁上的冲沟群(南緯41.3047°，東經192.89°)。
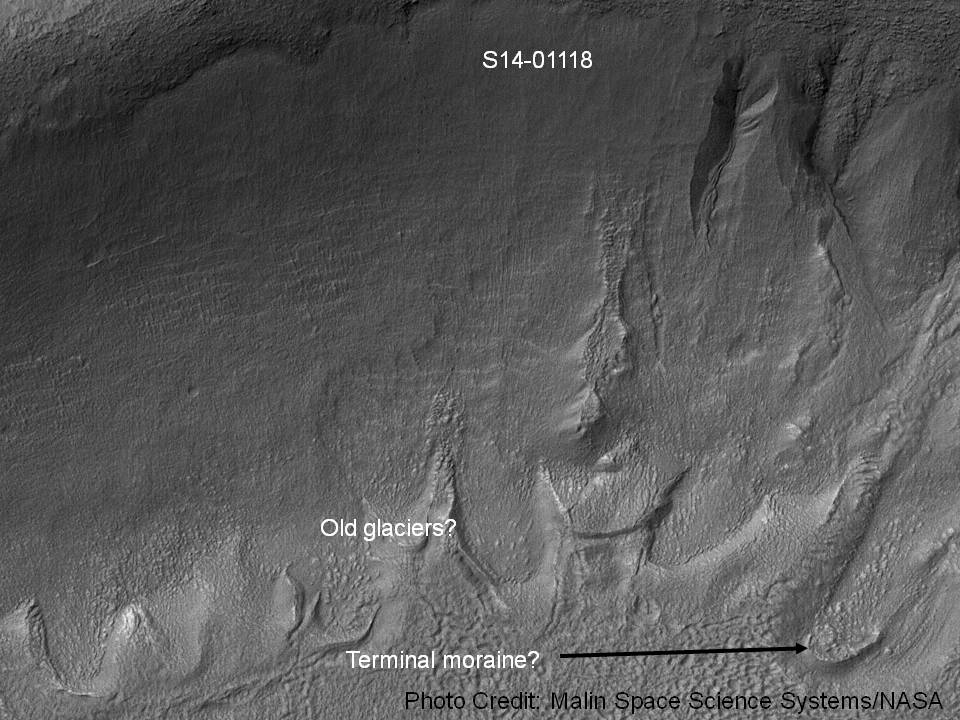
开普勒撞击坑以北，厄立特里亚區一座陨坑內的冲沟。該特徵可能是古冰川的遺跡，其中右側有一道形狀類似舌頭。
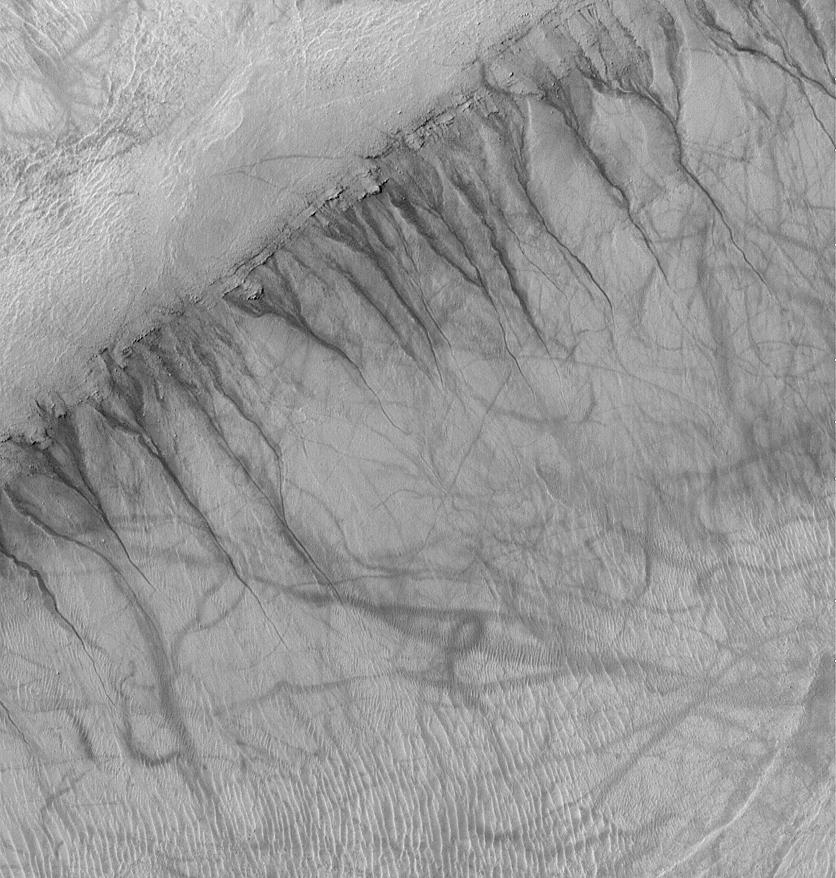
挪亚區凱撒撞擊坑内侧壁上的冲沟。一般來說冲沟地形特徵通常只在撞擊坑一側被發現。
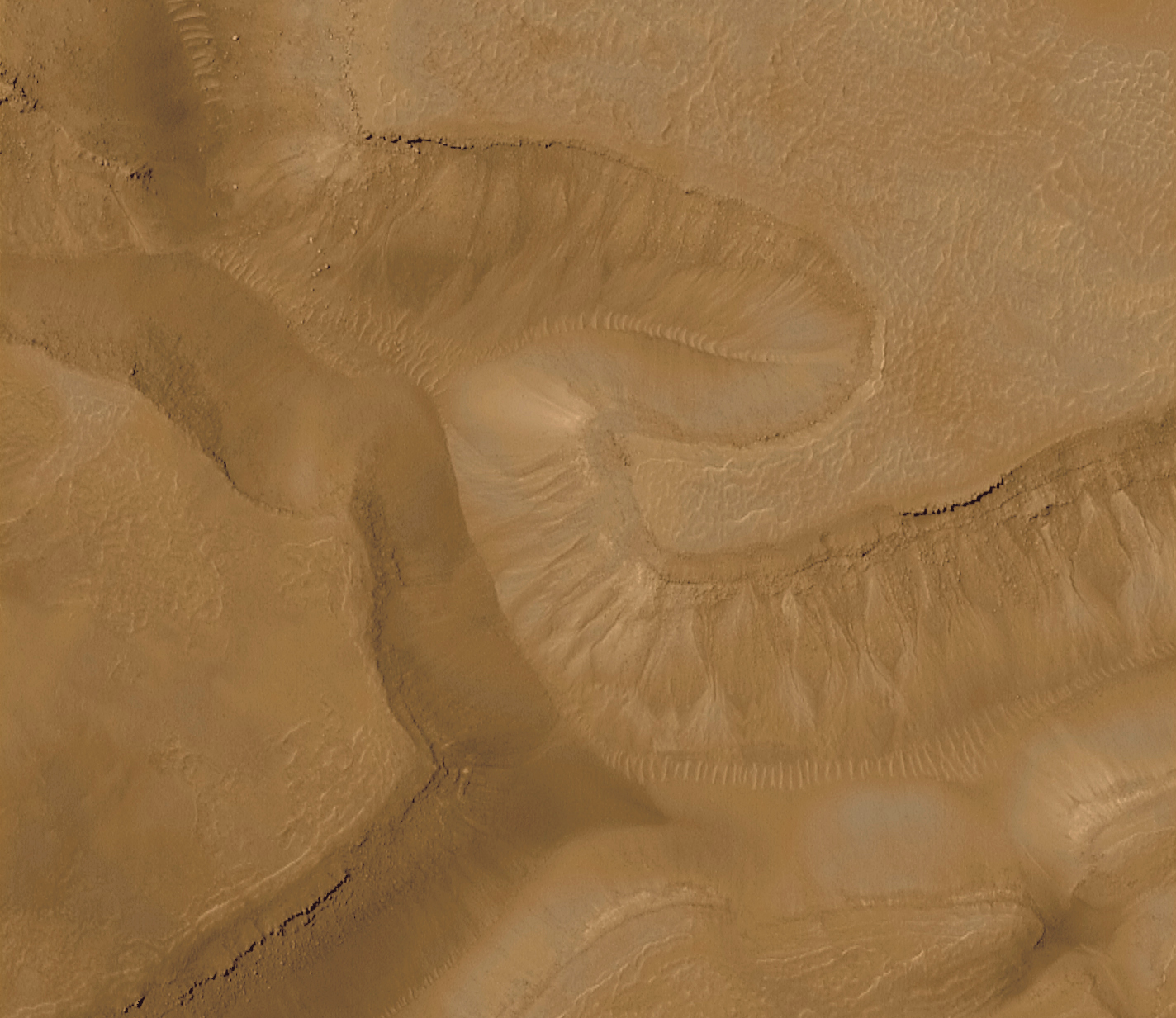
法厄同区戈耳貢混沌崖壁上冲沟的全彩照片。

火星上的一些河道还显示有表示持续流体流动的内河道，最著名的是納內迪谷；另外在尼尔格谷也發現了同樣的地貌特徵。

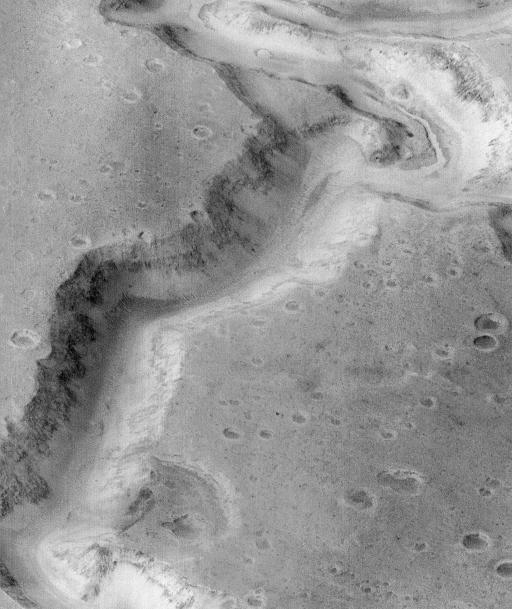
月沼区納內迪谷底的內河道（靠近图像頂部），表明水流存在的时间相当长。

火星上許多地区都发现了暗坡条纹（斜坡或陡坡上的暗黑条纹），如撞擊坑壁。暗坡条纹自水手號任務和海盜號任務来就開始被研究。条纹刚开始时似乎较暗，之后随着时间的推移逐渐变淡。它们通常起源于一个小窄点，然后扩大并向下延伸数百米。条纹似乎与任何特定材质层都没有关联，因为它们并非起始于同一斜坡高度。尽管很多条纹看起来非常暗，但实际上仅比周围表面暗10%或不到。火星全球勘测者发现，在不到一年的时间里，火星上已形成了新的条纹。
现已提出了多种看法来解释这些条纹，一些涉及到水，甚至生物体的生长。现被普遍接受的解释是，它们是一层覆盖在较暗表面上的薄薄尘埃。一段时间后，明亮的尘埃会从火星表面脱落，露出底下更暗的地表。
以下是火星全球探勘者號拍攝的暗坡條紋图像：

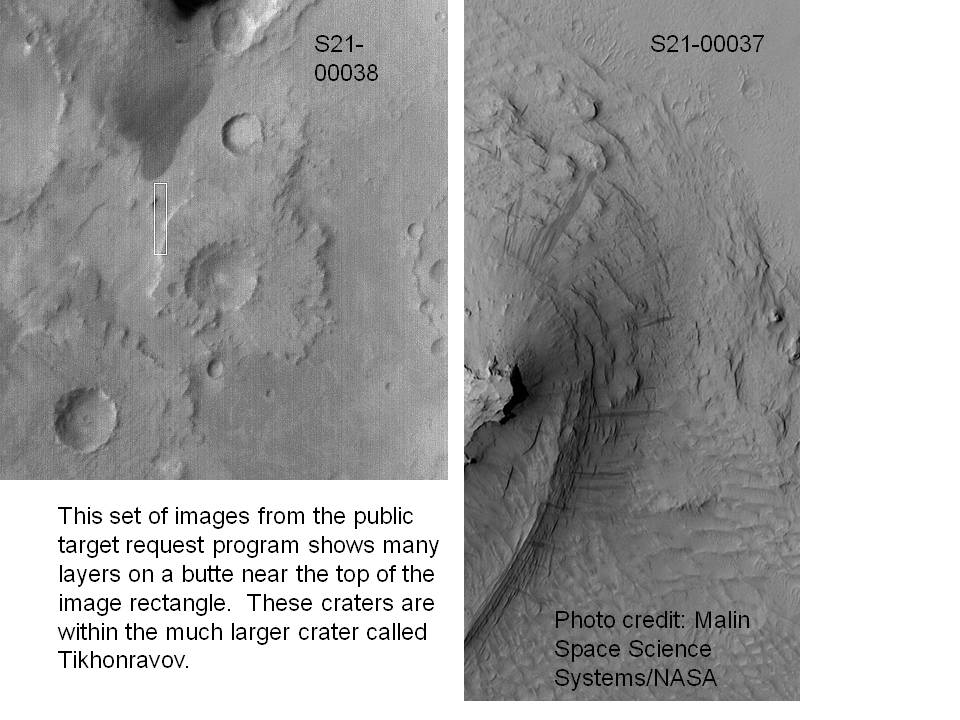
吉洪拉沃夫撞擊坑內地層。這些地層可能形成于火山、風或水下沉積物。左邊的數座陨石坑是底座形撞擊坑，陡坡上的暗坡條紋可能源自某些地層（可能需要点击图像放大地层）。
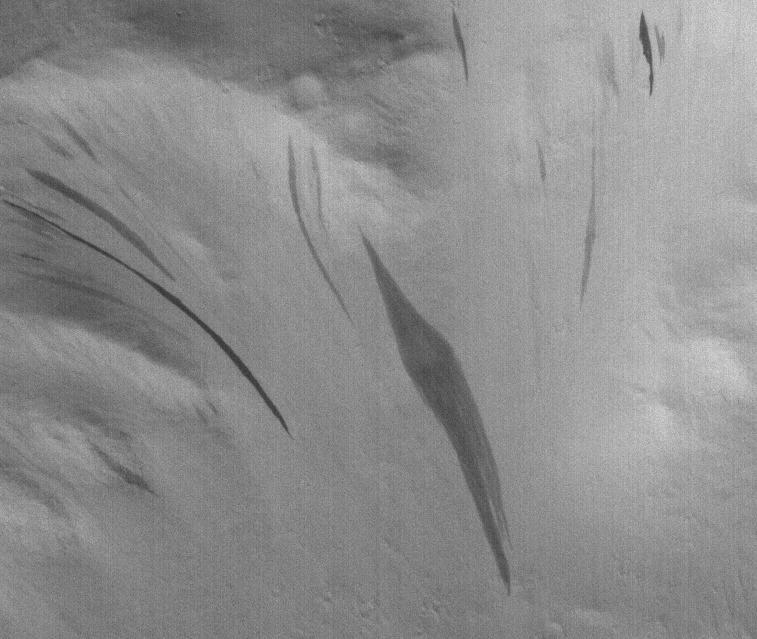
狄阿克里亚区的暗坡條紋。
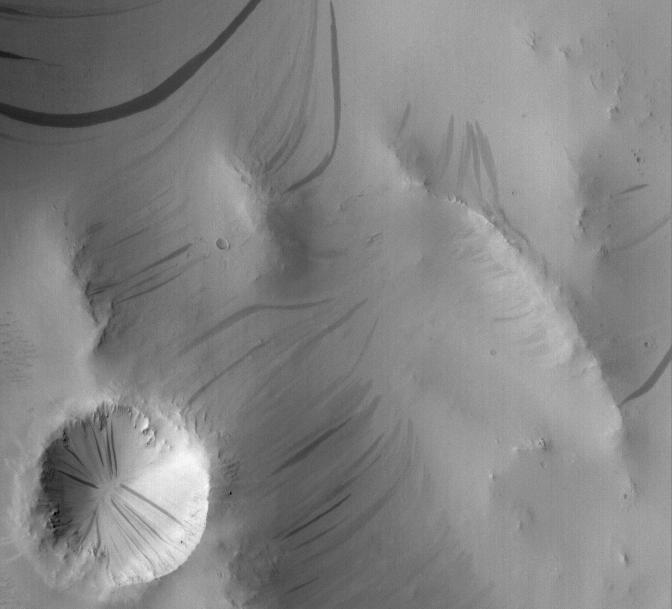
阿拉伯区的暗坡條紋。图像中的撞击坑大小与美國亞利桑那州的巴林杰隕石坑相近。

火星部分地区出現倒轉地形；原因是在河床上的沉积物胶結在一起后，耐侵蝕力增强。之後该区域可能被掩埋，上層覆蓋物逐渐被侵蝕剥离后，以前的河床因耐侵蝕性而留下來。火星全球探勘者號发现了這類過程的證據。火星表面許多區域都可發現倒轉地形，尤其是梅杜莎槽溝層、宮本撞擊坑和朱芬塔高原（Juventae Plateau）
以下影像是其中一则示例：

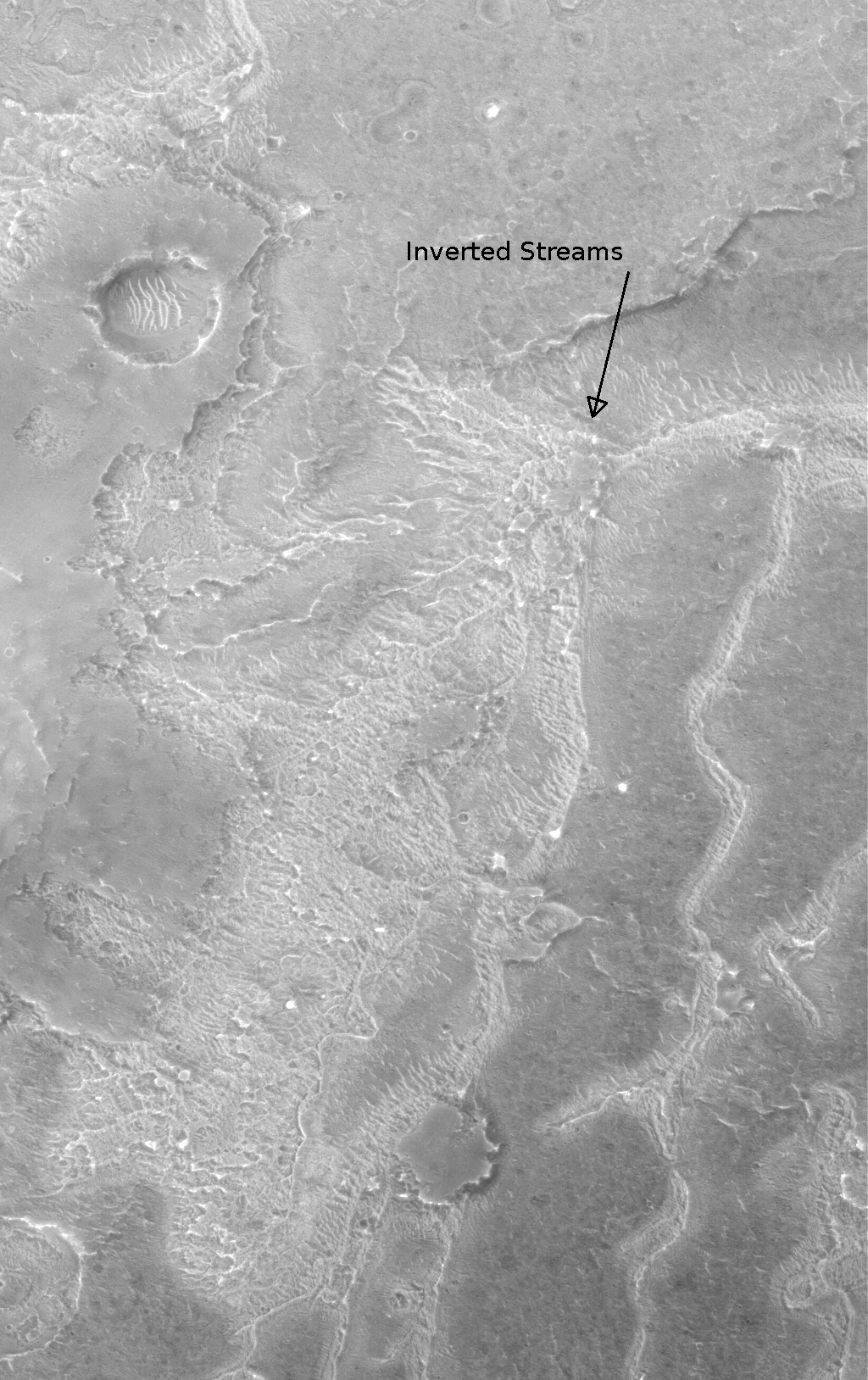
火星全球探勘者號拍攝的朱芬塔峽谷附近的倒轉地形。這些溪流发源于山脊頂部，然後一起流動。

## 火星探路者
火星探路者發現了火星表面气温昼夜变化的规律。日出前气温最低（約 -78℃），中午刚过则气温最高（約 -8℃）。这些极端变化情况发生在地表附近，升溫和降温的速度都很快。在这些地方，最高气溫从未达到过水的冰點（0°C），所以火星探路者號確认登陸地點溫度太低，液态水不可能存在。但如果液态水含有各种盐类的话就可能存在。
每日表面气压的昼夜变化范围约为0.2毫巴，但每天有两个最低点和最高点。日平均气压从6.75毫巴降低至6.7毫巴，符合南极二氧化碳最大凝结量的时间。地球表面的气压一般接近1000毫巴，所以火星的气压非常低，火星探路者測得的气压不允许水和冰存在于表面。但如果冰被隔绝在土壤下，则可以持续很长时间。
其他观察结果与过去存在水的情况一致。火星探路者着陆点的一些岩石以地质学家称之为“叠瓦”的方式斜靠在一起，据信，过去巨大的洪水将它们推离了水流方向；有些鹅卵石外观圆润，可能是在溪流中翻滚而成；部分地面较为坚硬，可能是流体所含矿物质产生的胶结作用。
火星探路者號也發現雲和霧存在的證據。

## 2001火星奧德賽號
2003年7月，在加州舉辦的一場研討會中，火星奧德賽號團隊公佈奧德賽號上的伽馬射線光譜儀（GRS）發現了大量水存在於火星廣大地區。火星表层下的水冰量可灌滿兩座密西根湖。在火星南北緯55度至南北极之间的地表下贮藏有大量的水冰，每公斤火星土壤含有500公克的水冰。但在火星赤道附近，土壤含水量只有2%到10%。科學家相信有大量的水贮存在礦物結構內，例如黏土和硫酸鹽。紅外線光譜資料研究的結果顯示有少量的水因為化學或物理因素固定在礦物中。海盜號着陸器在火星土壤中也發現少量因化學反應固定在礦物中的水。一般相信，即使火星地表上层只含有少許水，水冰可能在數英尺下存在。有些區域，例如阿拉伯高地、亞馬遜區和埃律西昂區有大量的水。根據探測資料分析顯示火星南半球可能有含冰地層結構。火星兩極地區都有埋在地下的冰，但北極地區因為被季節性存在的乾冰覆蓋，無法看到地下的水冰。當取得完整探測資料後，火星北極已經進入冬季，二氧化碳凝結成乾冰覆蓋在水冰上方。奧德賽號的儀器只能研究深度只有數公尺的土壤，因此火星可能有比我們所探測到更多的水。即使如此，奧德賽號在火星發現的水仍然相當大量。埋在火星土壤中的水含量可能可以淹沒火星0.5到1.5公里深。
 凤凰号着陆器確定了火星奧德賽號先前的發現。鳳凰號在火星表面底下數英吋深處發現了水冰，而且水冰至少8英吋深。當水冰暴露在火星大氣層表面時緩慢昇華。事實上，火星暴露在大氣層冰部份是因為鳳凰號的着陸火箭造成的。

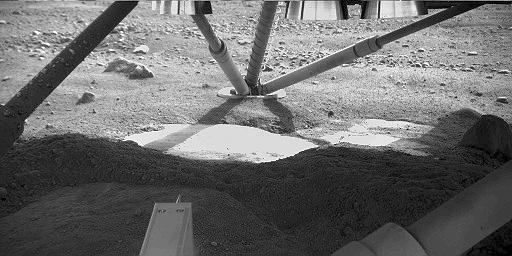
在鳳凰號下方往南方的登陸支架觀察，可看到暴露在表面的一些明亮斑块。這些斑块後來被證明是水冰。而這些水冰除了理論預測以外，在2001火星奧德賽號任務中也被偵測到。

數千幅奧德賽號拍攝的影像顯示火星曾經有大量水流在表面流動。有些影像顯示溪流的地形，其他影像中則找到可能在湖底沉積形成的地層，也找到三角洲地形。
多年以來，許多研究人員相信火星的一些岩层下仍有冰川存在，因為岩石能隔熱，讓水冰能存在。線形的沉積物是可能存在被岩石覆蓋的冰川其中一個證據；這些線形沉積物在一些河床底部被發現。沉積物的表面有脊狀和凹槽狀的物質，而這些物質在一些障礙物周圍轉向。有些地球上的冰川也有同樣的地形特徵；線形的沉積物底部可能和舌狀岩屑坡有關；後來火星快車號和火星偵察軌道器的透地雷達MARSIS和SHARAD證實该地區有大量的冰。
以下影像是由2001火星奧德賽號上的熱輻射成像系統（THEMIS）拍攝的；這些影像內的地表特徵和液態水現在或過去曾經存在有密切關係：

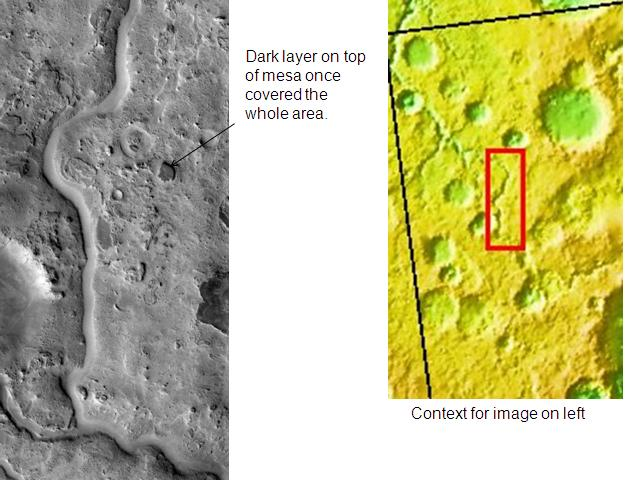
安夸庫谷影像中整個區域經被一層暗地層覆蓋，但現在只留下數個類似孤峰（Butte）的地形特徵。點選影像可見當地地層。這些地層也許是在古代的湖底沉積而成。
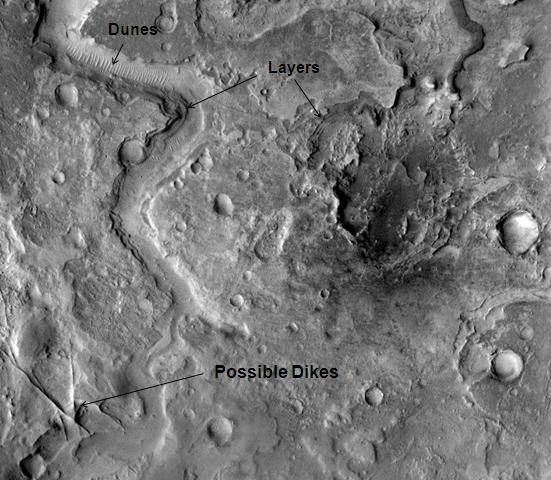
位於大瑟提斯區的火星谷。直線形的山脊可能是熔岩流过後形成的岩脈。
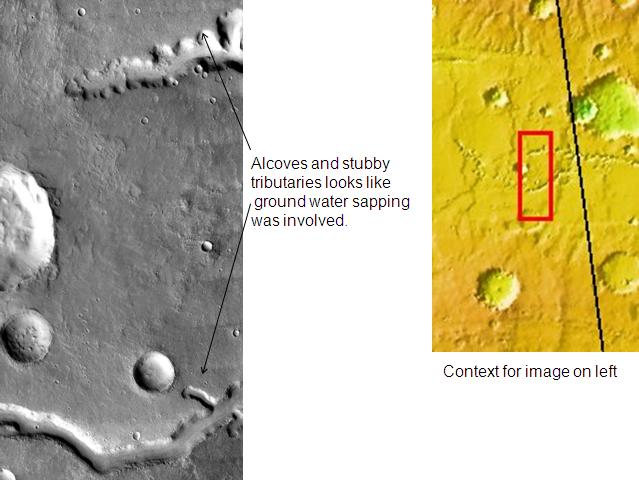
尼爾格谷存在可能是地下水侵蝕造成的地形特徵。尼爾格峽谷是热辐射成像系统拍攝的众多古河谷的其中一条。
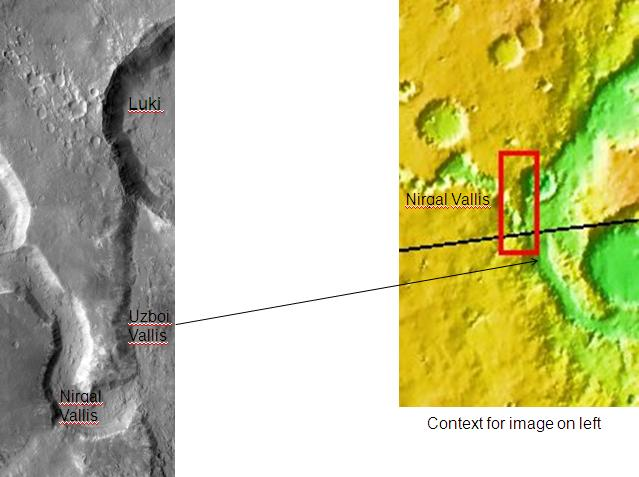
尼爾格谷和烏斯缽谷相連處。图像中卢基撞擊坑（Luki crater）的直徑為21公里。
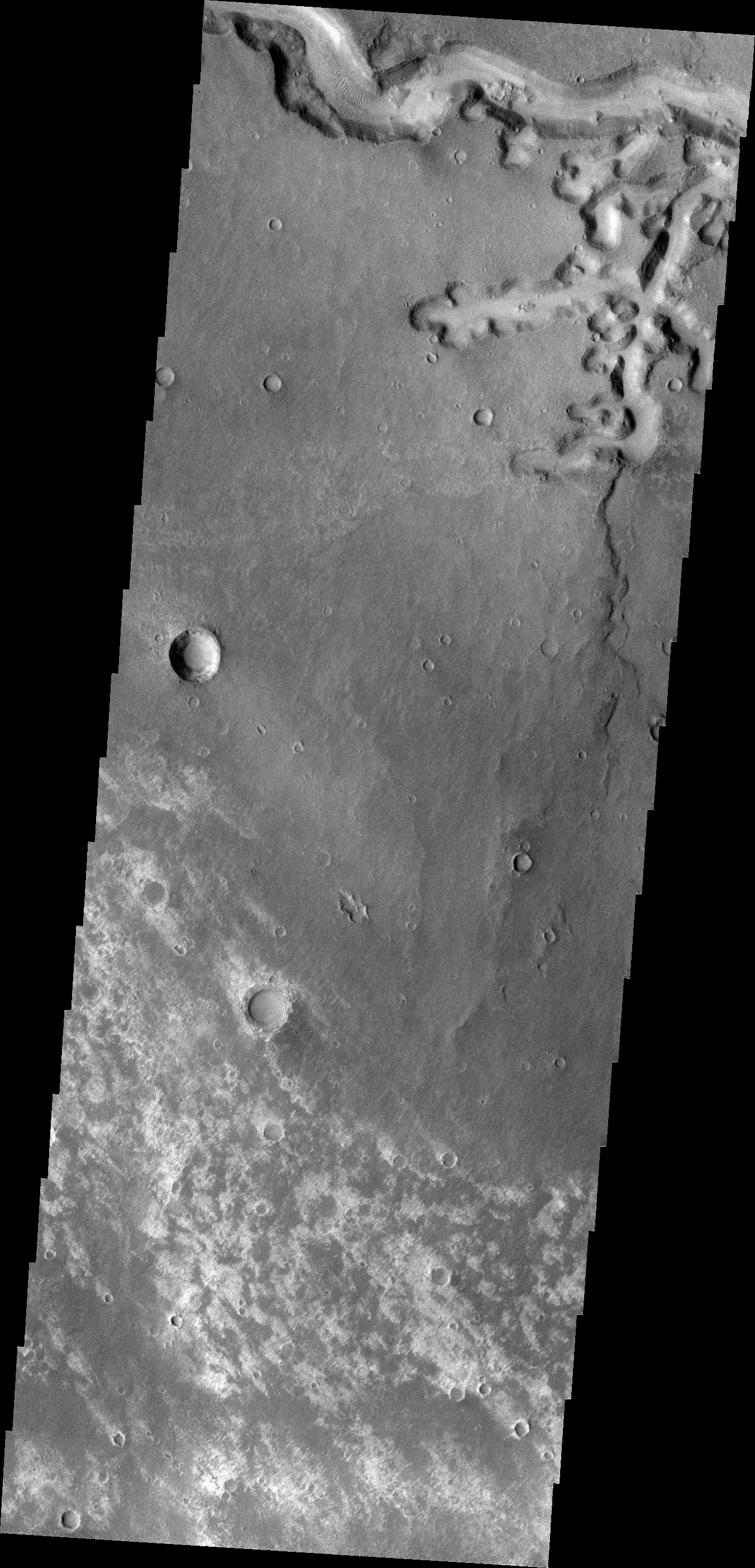
尼爾格谷。
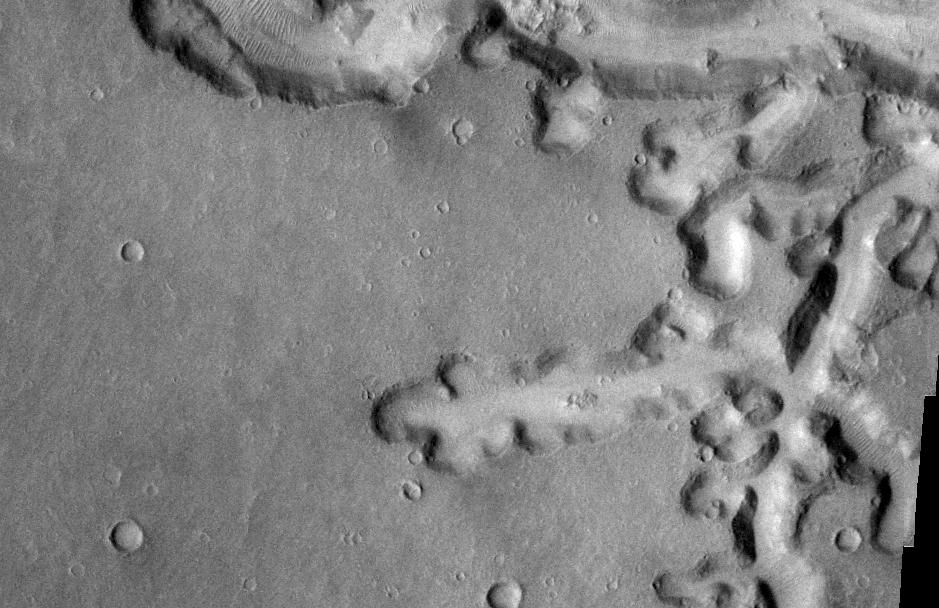
尼爾格谷近景图像。
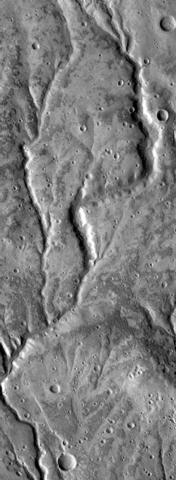
沃里戈谷附近的河谷，該分支河谷是水流曾經在火星表面存在的強力證據，而水流存在時的火星可能比現在温暖許多。
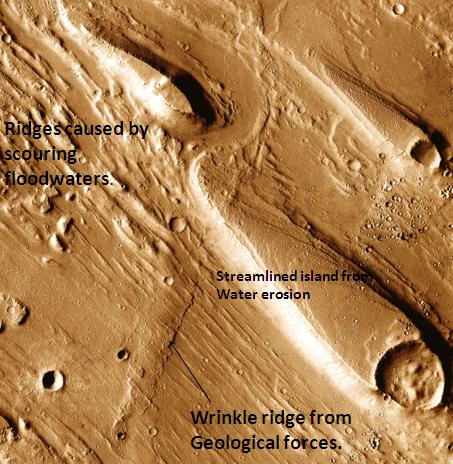
阿瑞斯谷的侵蝕特徵－可能是因為流水侵蝕形成的流線型地形。
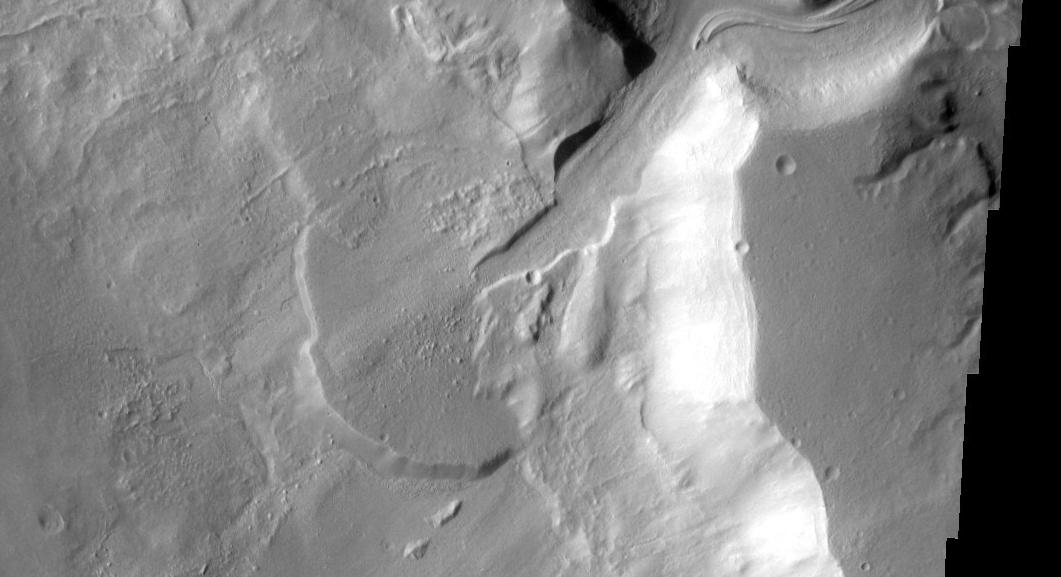
位於伊斯墨诺斯湖区的三角洲。
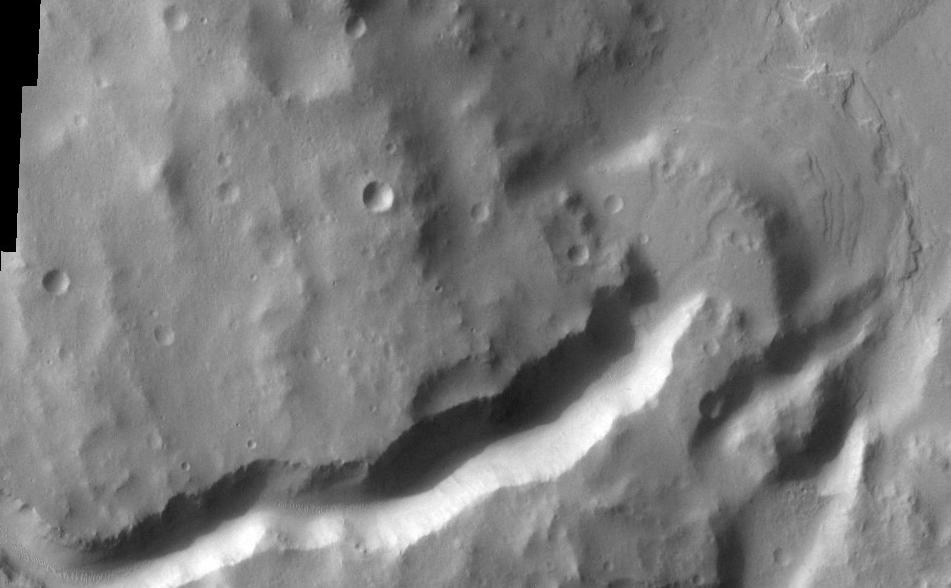
位於月沼區的三角洲
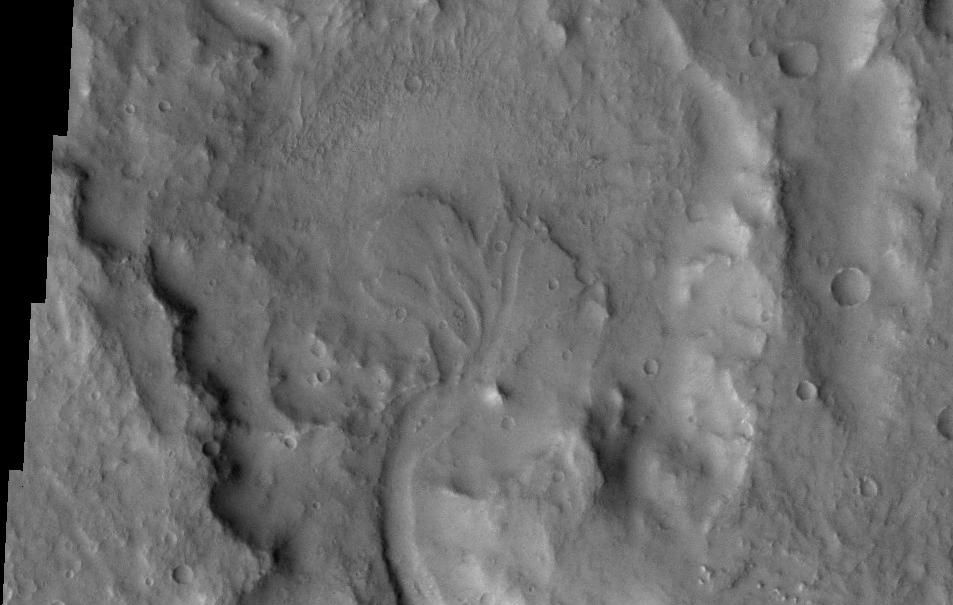
位於珍珠灣區的三角洲。
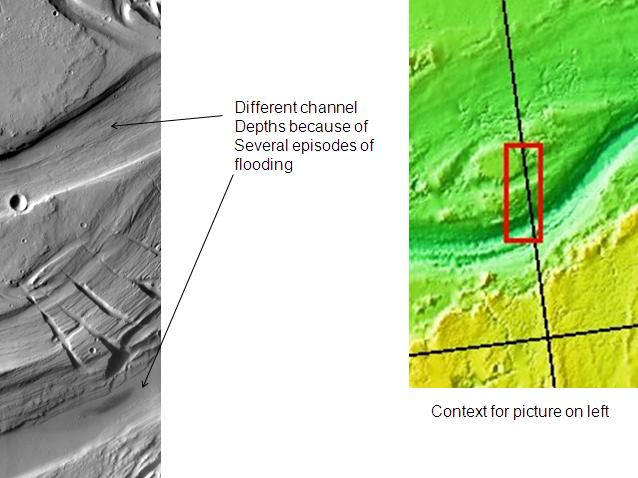
卡塞谷。
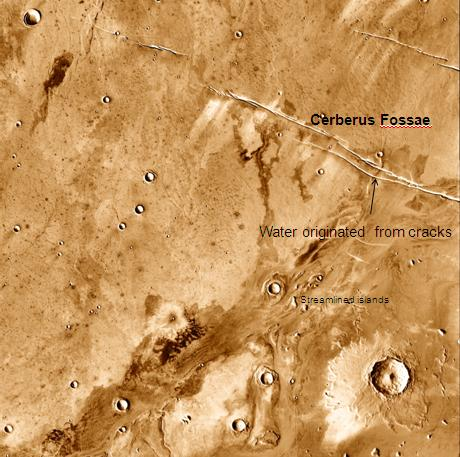
阿薩巴斯卡谷的影像中可見水流发源于科柏洛斯槽溝。注意影像中流線型島嶼顯示水流方向是往南。位於埃律西昂區。
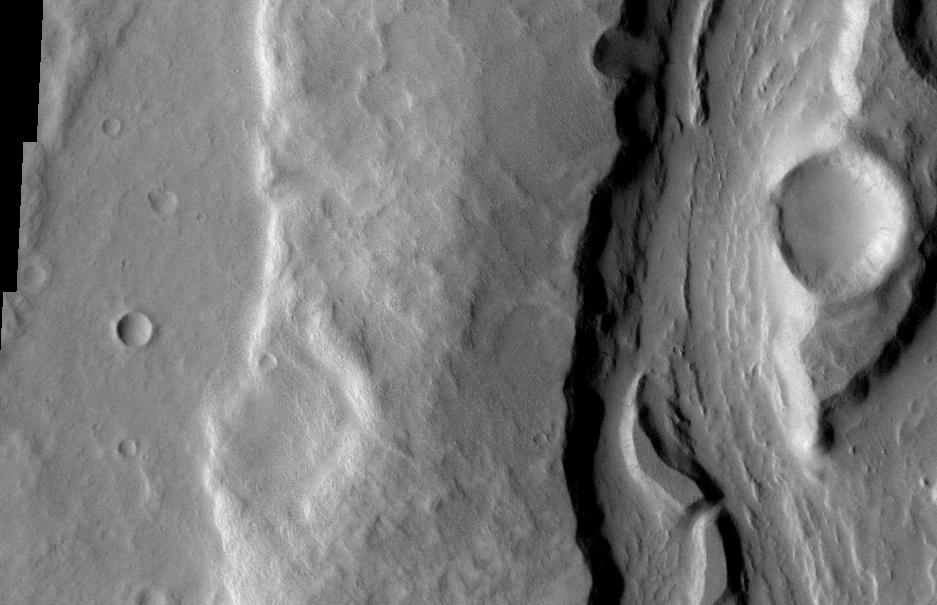
门农区帕杜斯谷的近距離影像。
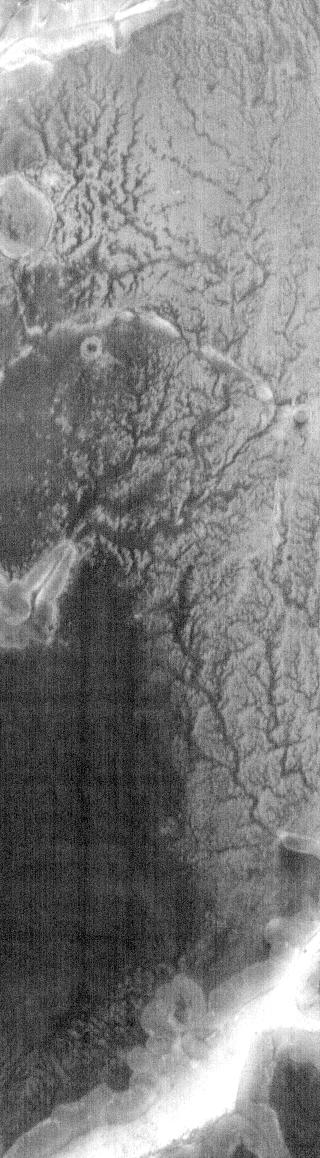
厄科深谷西側的河道。影像中細小的樹枝狀河床可能是因為水流流經該區域形成。位於科普剌塔斯區。
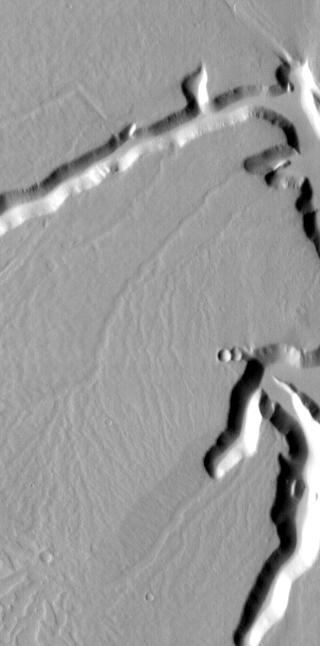
厄科深谷內一座桌山上的樹枝狀河道。影像寬度20 水手谷哩。位於科普剌塔斯區。
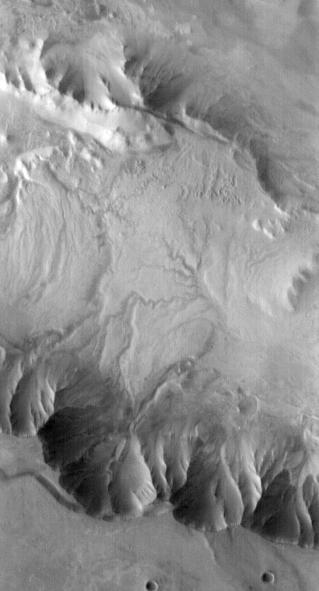
梅拉斯峽谷底部的樹枝狀河道。位於科普剌塔斯區。

火星表面有大片區域被冰尘混合物的厚实平坦地層所覆蓋。這些富冰地層厚達數公尺，而且這些物質的沉積可以使火星表面變平坦；但在這些沉積地區表面卻出現類似籃球表面崎嶇不平的地表特徵。這些區域撞擊坑數量較少也表示這些區域相對年輕。 
火星軌道和自轉軸傾斜角的變化使火星上水冰的分布有明顯變化。在一些時期水蒸氣離開兩極的冰冠進入大氣層，並在較低緯度區域回到火星表面變成霜或雪與土壤混合後沉積。火星大氣層有許多細沙顆粒，而且水蒸氣會附著在這些顆粒上造成沙粒變重而落到地表。當土壤表面的冰昇華成水蒸氣後就離開沙粒；留下的沙粒則有很好的隔熱效果，能保留更下層的冰。
位於哈德里亚卡火山口附近的道谷被認為當炽熱的岩漿融化火星表面大量水冰時，曾容納了大量的融化水。影像上方在河道左側圓形凹陷的地區被認為是地下水侵蝕造成。
有些大型河谷發源自混沌地形，這種地形的形成一般認為是因為大量的水從地下被釋放造成地表下陷。热辐射成像仪拍攝的混沌地形如以下影像：

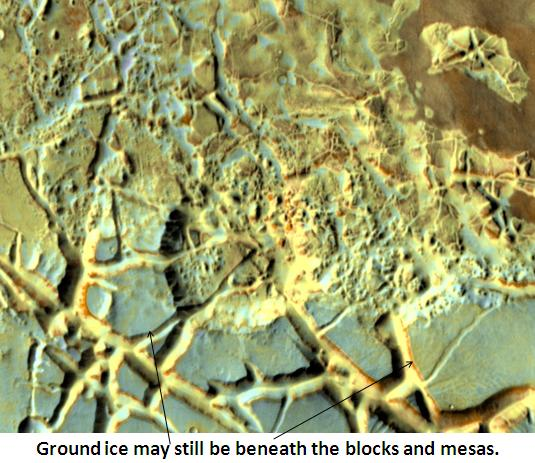
阿倫混沌地形的石塊顯示可能的水源。當大量的水流出時，地表塌陷形成混沌地形。這些大型時快可能還有一些水冰。位於歐克西亞沼區。
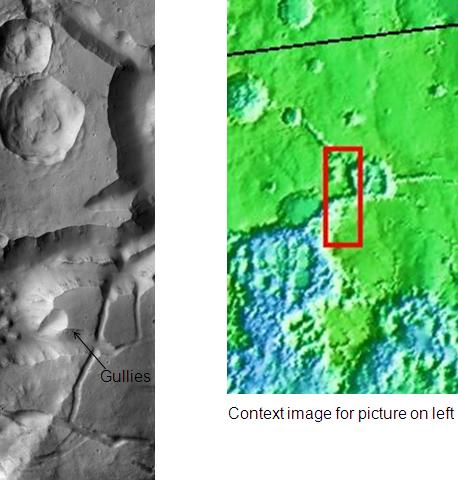
歐羅姆混沌地形中的巨大峽谷。点击图像可看到可能由最近期流出的水流冲刷形成的冲沟。在這一緯度很少出现冲沟。位於珍珠灣區。

## 鳳凰號火星探測器
鳳凰號探測器確定有大量的水冰存在於火星北半球；這項發現在之前理論已經預測，而且由2001火星奧德賽號上的儀器測定發現。2008年6月19日，美国宇航局公布骰子大小的明亮物質在鳳凰號機械臂挖出來的「嘟嘟鳥─金鳳花」（Dodo-Goldilocks）溝槽經過4天後消失。這代表發現的亮塊很可能是曝露後昇華的水冰。即使乾冰在當時也被發現，昇華的速度也比觀測到的要快很多。
2008年7月31日，美国宇航局公布鳳凰號在火星上發現了水冰的存在。在初始的樣本加熱循環中，熱與蒸發氣體分析儀（TEGA）在樣本溫度達到 0 °C 時偵測到水蒸氣。
液態水無法在火星表面過低的氣壓存在，除非是在地勢最低的地方可以短暫存在。
鳳凰號任務結束後，在科學期刊的一篇論文報告分析結果中提到鳳凰號在分析樣本中發現氯化物、碳酸氫鹽、鎂、鈉、鉀、鈣，可能還有硫酸鹽。高氯酸鹽 (ClO4) 這種強氧化劑也在火星土壤中被確認；這種化合物如果和水混和可以大幅降低水的冰點，和灑鹽在道路上將水冰融化是類似機制。也許高氯酸鹽現在還有少量存在於火星的液態水中。冲沟地形在火星一些區域相當常見的原因可能就是因為高氯酸鹽使水冰融化在陡坡上造成侵蝕。
此外，2008年至2009年初一張鳳凰號著陸支架照片上的一個「斑點」引起許多爭論；許多人認為那可能是水滴或一塊霜。因為計畫團隊內對於那是什麼東西並無共識，因此並未在美国宇航局任何新聞發佈記者會上公開。其中一位科學家認為是鳳凰號在登陸時保持平衡的鹽水袋被推進器潑濺到著陸支架上。鹽份可能被火星大氣層中的水蒸氣吸收，這也許可以解釋鹽水如何在前44個火星日中，溫度逐漸下降的狀況下逐漸蒸發。有些影像甚至顯示一些水滴變暗之後移動和合併，這是那些黑點是液體的強力物理性證據。

骰子大小的明亮物質在擴大的「嘟嘟鳥─金鳳花」（Dodo-Goldilocks）溝槽經過4天後消失。這表示水冰曝露後昇華[58]。
彩色影像顯示冰的昇華；左下角已被擴大的溝槽影像被放大，在右上角顯示。

鳳凰號視野可及之處是一片大平原，不過该平原上有許多直徑2到3公尺的多邊形構造，每個多邊型之間的邊界是深度20至50公分深的溝槽。這樣地形的由來是因為土壤中的水冰因為溫度熱漲冷縮造成。

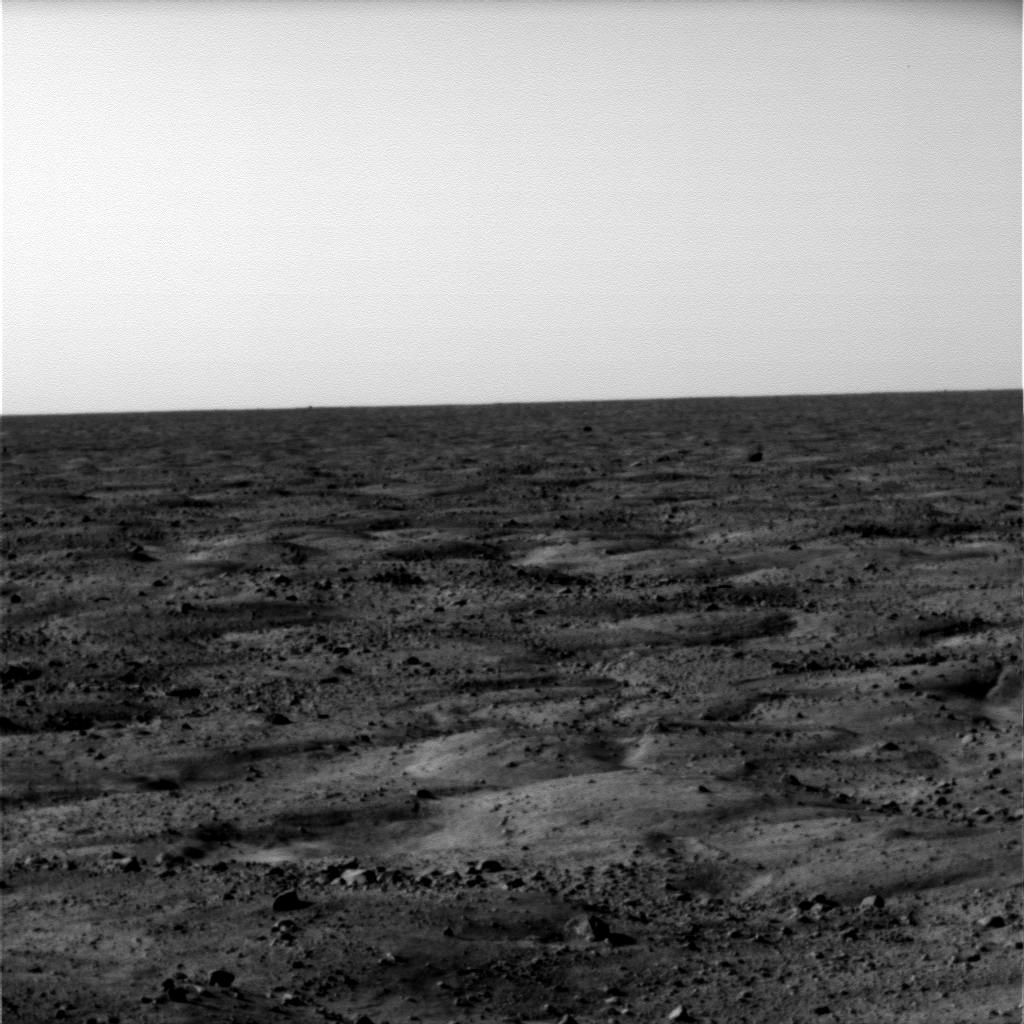
比較鳳凰號在火星上拍攝的多邊形地形...
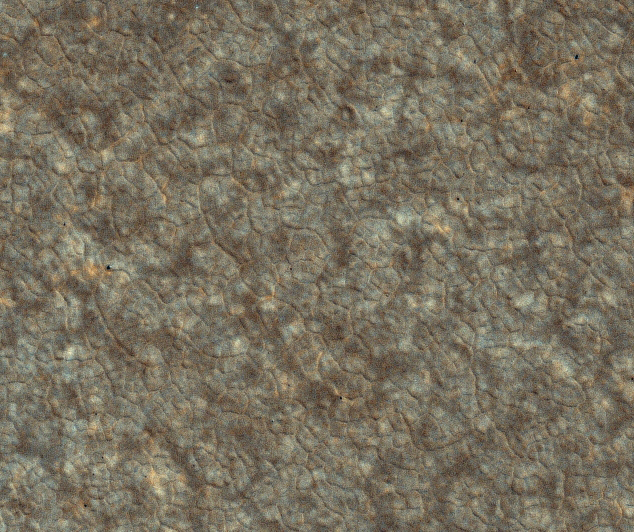
...和火星偵察軌道器拍攝的假色影像...
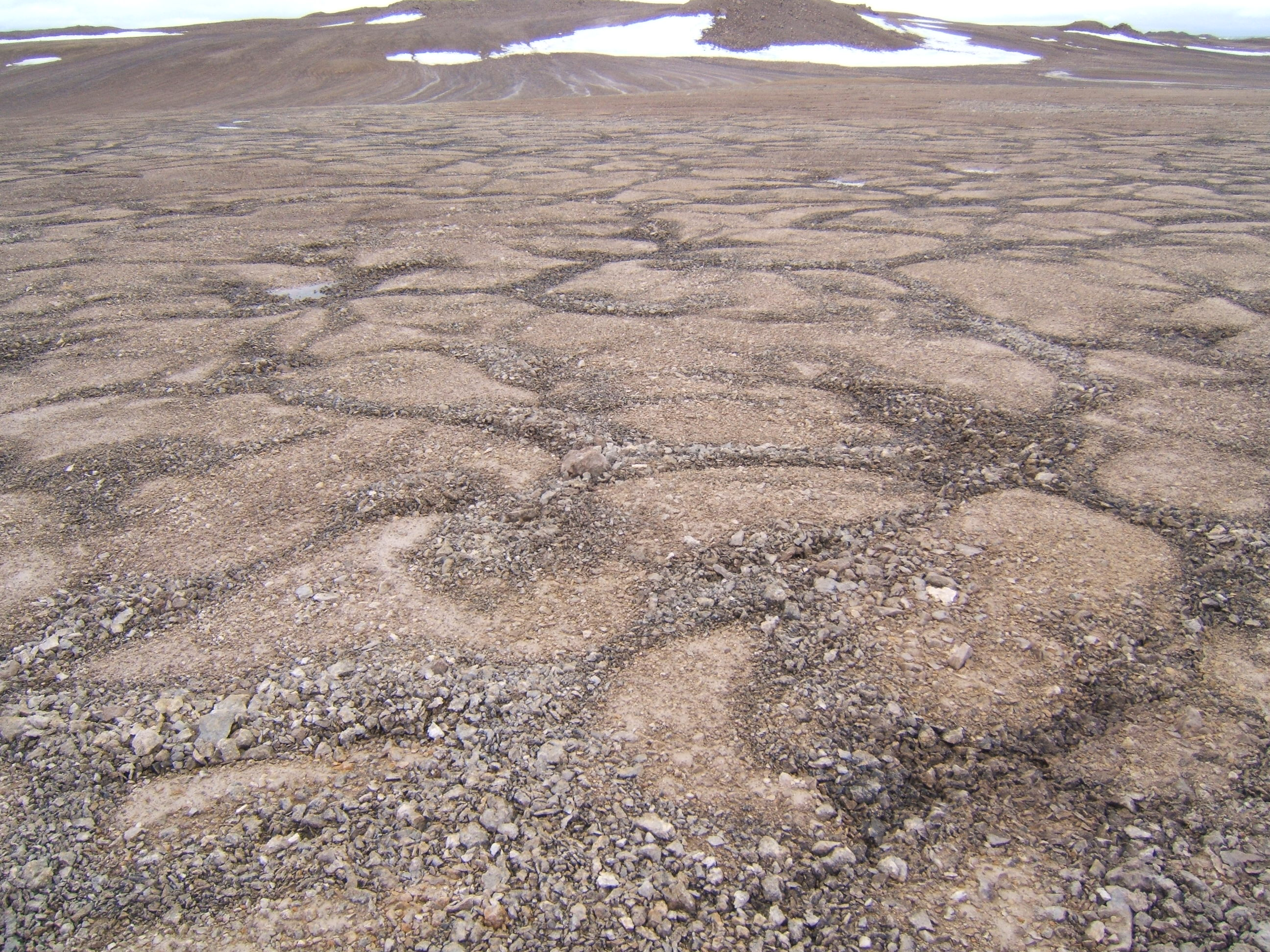
...和地球上北極地區加拿大德文島上的圖案地面。

鳳凰號上的顯微鏡觀測到火星表面多邊形地區的土壤是由平面狀（可能是一種黏土）和球型顆粒組成。黏土是某些種類礦物和水產生反應後的產物；所以找到黏土就可以證明火星表面曾經有水的存在。目前所發現水冰在火星地表多邊形的中央區域可在地表下數英吋被發現；沿著多邊形的邊緣則至少要在8英吋深以下。當水冰暴露在火星大氣層時，將會緩慢昇華。
火星上的雪被發現是從火星大氣層中的卷雲落下。這些卷雲是在大約-65°C的溫度下形成，因此這些卷雲由水冰形成的可能性遠大於乾冰，因為形成乾冰的溫度要-120°C。這次任務的結果顯示，水冰（雪）被認為在任務之後不久會沉積在降落地點。鳳凰號任務期間測量到的最高溫是-19.6°C，最低溫則是-97.7°C；因此，在該區域的氣溫長期保持在遠低於水的冰點（0°C）以下；而且鳳凰號任務期間是火星北半球的夏季。
鳳凰號任務的資料判讀結果在科學上發表。在資料中顯示，鳳凰號的登陆地點在不久之前的過去曾經是溫暖潮濕的。火星土壤中發現碳酸鈣讓科學家相信鳳凰號登陸地點曾經是潮濕的區域。在季節或時間較長的日夜週期中，液態水在火星表面可能是一層薄膜。火星自轉軸傾斜角的變化程度遠比地球大；因此在火星上多次的潮濕氣候是可能的。鳳凰號的探測資料也確定高氯酸鹽的存在。高氯酸鹽在火星土壤中的比例約千分之幾左右。在地球上高氯酸鹽是某些細菌的食物。另一份論文則宣稱，之前偵測到的雪可能造成水冰的累積。

## 火星探測漫遊者
勇气号和机遇号火星探測車找到許多火星古代有水的證據。這兩辆探測車原設計寿命仅三个月，但六年多后仍在继续运行。2006年，勇气号被困在一座沙坑里，2011年，美国宇航局正式与该火星车断开；而机遇号则是在2018年6月10日才与美国宇航局失去联系，其任务于2019年2月13日宣布完成。
勇气号原本預期降落在一座大型湖床上。但實際探測發現湖床已被岩漿流覆蓋，讓古代的水流證據難以被觀測到。當任務繼續執行，探測車找到許多過去水流的線索。
2004年3月5日，美国宇航局宣布勇气号在一块被称为“汉弗莱”（Humphrey）的岩石中发现了火星上有水的迹象。聖路易斯華盛頓大學地球與行星科學系主任，雷蒙·阿維森（Raymond Arvidson）在美国宇航局記者會宣布：「如果我們在地球上找到這塊岩石，我們會認為這塊火山岩被水流短距離移動過」。另一辆探測車机遇號找到的岩石則是由岩漿組成，這塊岩石有一些明亮的礦物，可能是結晶的礦物在裂縫中。假如這是正確的，這些礦物最可能是形成後被帶入岩石或在較大岩石與水作用後被水溶解。
2007年12月當勇气號拖著損壞的後輪行駛時，該損壞的車輪在火星表土刮出痕跡，顯示一小塊被視為火星曾有適合古代微生物環境的證據。這個特徵類似地球上從溫泉流出的水或水蒸氣與火山岩反應的產物，在地球上這類地區通常是大量微生物聚集的地方。探測車計畫首席科學家史蒂夫·斯奎爾斯（Steve Squyres）在美國地球物理聯盟（AGU）的一場會議說：「我們對於這個發現相當興奮」。這個區域有大量的二氧化矽－玻璃的主成分。研究人員總結這些明亮的礦物的形成有兩個可能原因：第一個是溫泉沉積物造成，當水在一處溶解二氧化矽後帶到另一處沉積（如間歇泉）。第二個是酸性水經由岩石縫隙上升，剝去岩石的組成礦物，留下二氧化矽。斯奎爾斯對BBC解釋說：「最重要的是，無論它是否是一种假設，這暗示對於古代火星的適居性是大同小異」。溫泉提供可以使微生物孳生的環境，而且二氧化矽沉積物可以封存和保留這些微生物。斯奎爾斯又說：「你可以去地球上的溫泉和火山噴氣孔；這些地方都充滿微生物」。
機會號則是被操纵行驶到一处被軌道器探測出有大量赤鐵礦的地區；赤鐵礦的形成經常是因為水。當機會號降落在這些沉積岩上，發現到許多可容易被觀測到的赤鐵礦小球。在這幾年觀測中，機會號傳回大量火星古代可能有廣大面積被液態水淹沒的證據。
在2006年3月一個新聞記者會上，科學家們討論關於火星岩床和液態水的證據。他們提出以下原因來解釋岩石中一些經過磨損後可見的小而長的空洞（見以下最後兩個圖）：這些空洞可能是所謂的「晶洞」。晶洞的形成是因為岩石基質內的結晶因為侵蝕作用而被移除留下。影像內的部分盤狀特徵內有某些種類的礦物，尤其是硫酸鹽類。此外，任務成員還公開第一張由穆斯堡爾譜儀觀測岩床資料的光譜。從酋長岩的鐵光譜中發現黃鉀鐵礬。這種礦物含有氫氧化物離子，這指出當礦物形成時水是存在的。小型熱輻射光谱仪（Mini-TES）觀測酋长岩的資料發現大量含有水的硫酸鹽類。

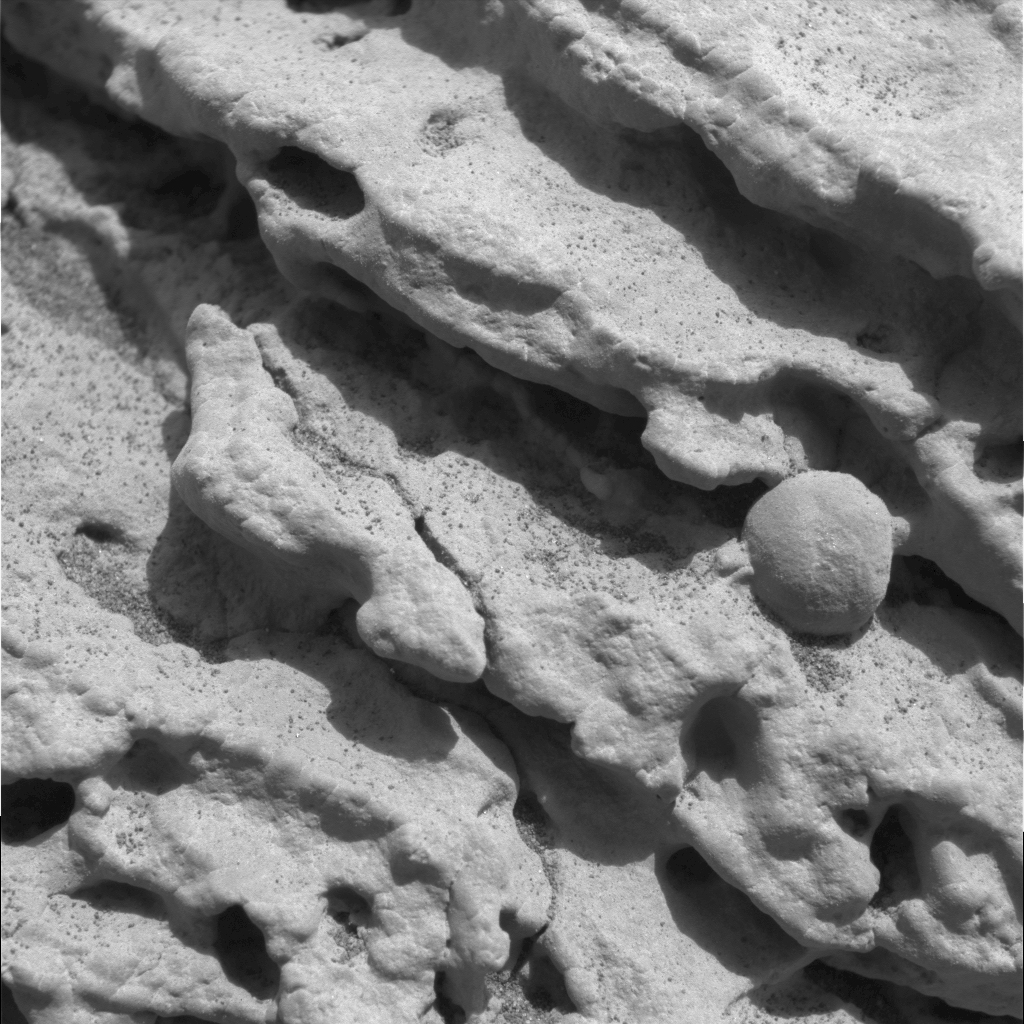
岩石露頭的特寫影像。
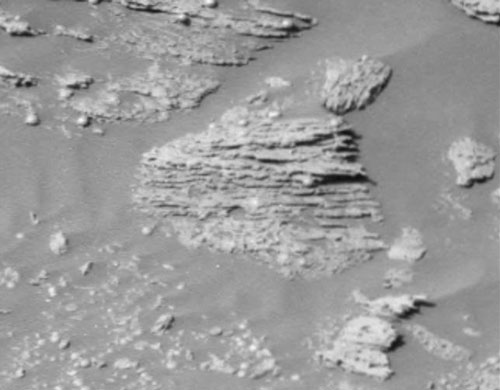
並非互相平行的薄岩層。
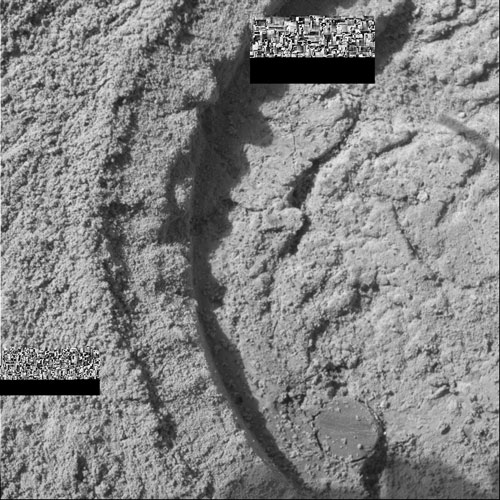
岩石磨損工具鑽出的洞。
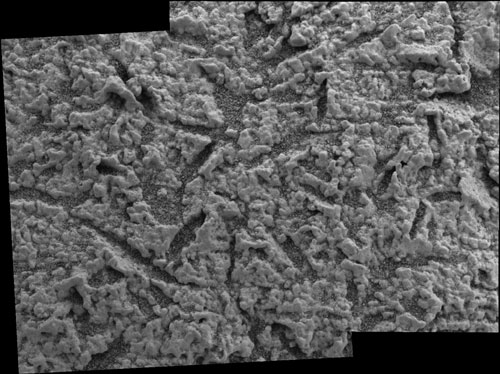
岩石內的空洞或晶洞。

### 火星偵察軌道器

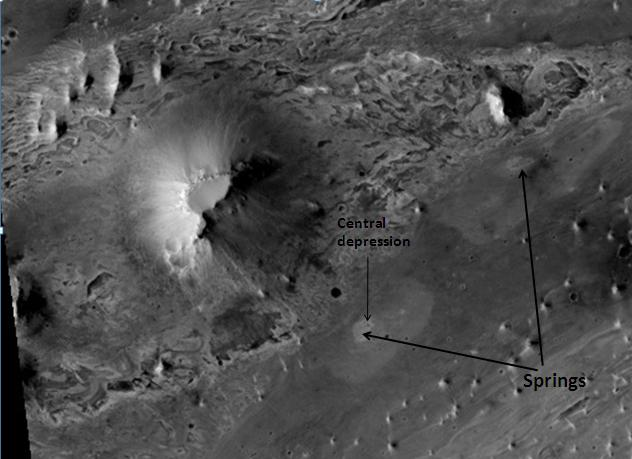
維爾諾撞擊坑的泉水，高分辨率成像科学设备拍攝，位於歐克西亞沼區。這些泉水可能是尋找火星古代生命存在的證據，因為溫泉可以長時間保留生命的證據。

火星偵察軌道器的高解析度成像科學設備（HiRISE）拍攝許多照片，這些照片提供火星表面曾有大量液態水流動的證據。一個主要發現就是找到溫泉的證據。溫泉可能維持火星上的生命，而且可能保留火星古代生命的化石。
在2010年1月一篇《伊卡洛斯》的論文提到水手號峽谷周邊地區有長期維持降水的強力證據。這區域的礦物形成都和水有關。同樣的，大量的小支流也指出有大量的降水，因為在地球上相同氣候條件的區域也出現類似地理特徵。

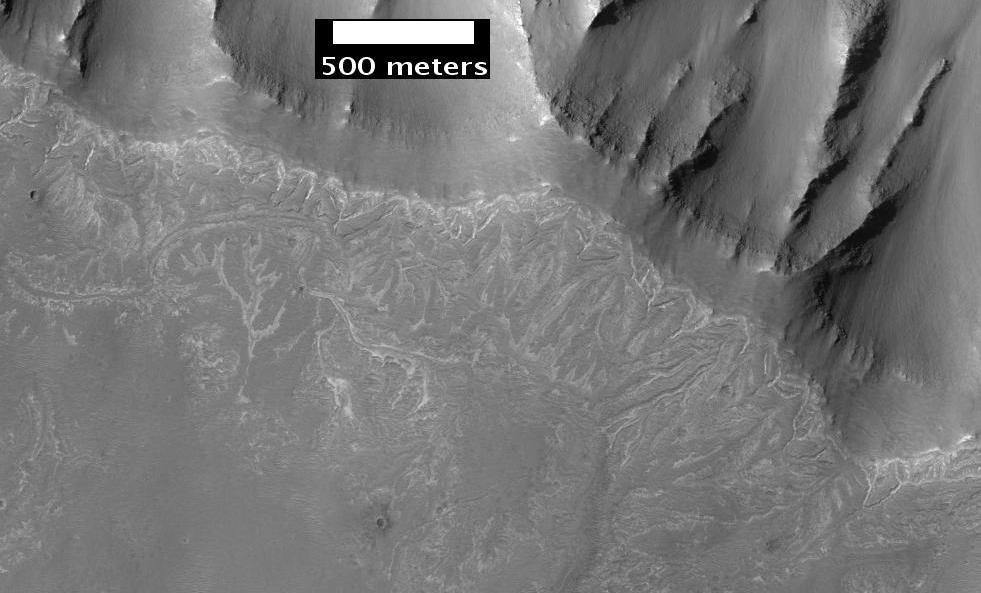
高分辨率成像科学设备拍攝的伊烏斯峽谷邊緣的河道。河道的特徵和該區高密度的分布是降水的水源。位於科普剌塔斯區。
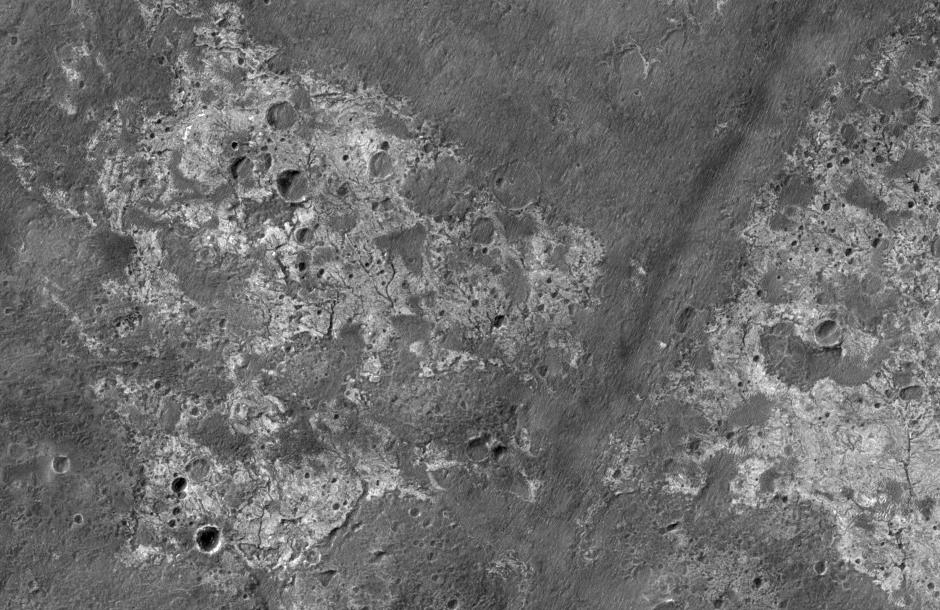
高分辨率成像科学设备拍攝的坎多尔高原（Candor plateau）河道，位於科普剌塔斯區。點選影像可看到許多小的分支河道，這些河道是支持降水的強力證據。

火星有些地方出現倒轉地形。在這些地方，河床的位置是比周圍高的，而非形成峽谷。這些倒轉的河道可能是因為大岩石的沉積或是鬆散物質凝結。在以上兩種情況下周圍區域的侵蝕將會形成遠離舊河道的山脊，可以增強對侵蝕的抵抗。以下由高分辨率成像科学设备拍攝的影像顯示舊河道翻轉成彎曲的山脊。
在一篇2010年出版的論文，有許多科學家贊同在宮本撞擊坑尋找生命，因為倒轉的河道和礦物是以前水曾經存在的證據。

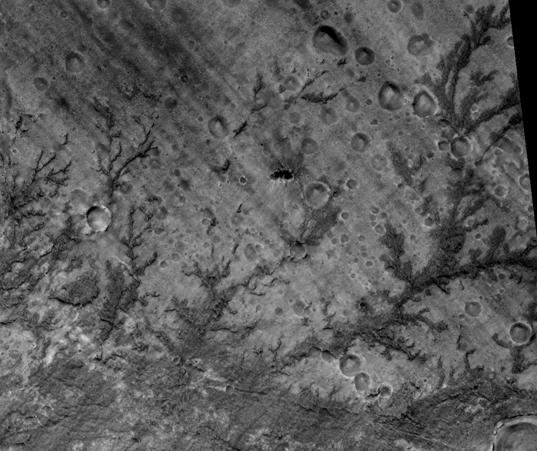
安東尼亞第撞擊坑內的倒轉河道。位於大瑟提斯區。
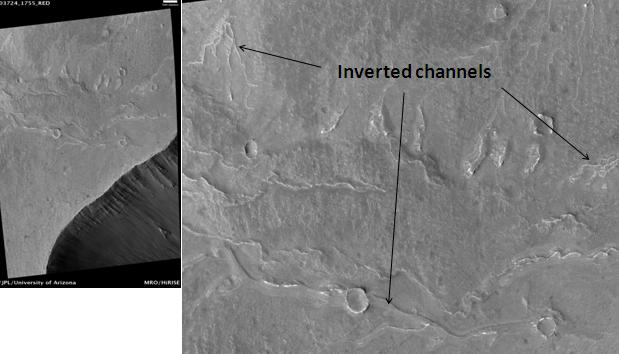
朱芬塔峽谷附近的倒轉河道，這些河道曾經是一般的河道。比例尺500公尺。位於科普剌塔斯區。
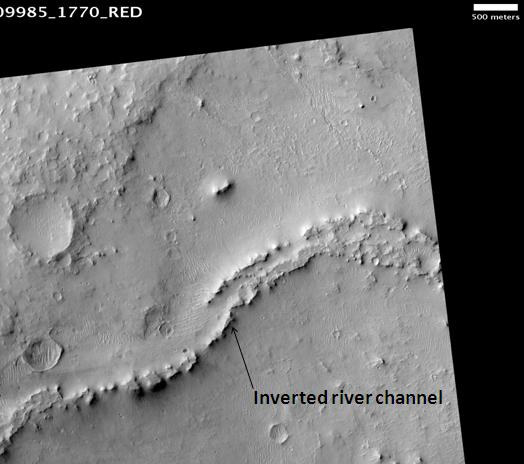
宮本撞擊坑內的倒轉河道，位於珍珠灣區。比例尺500公尺。
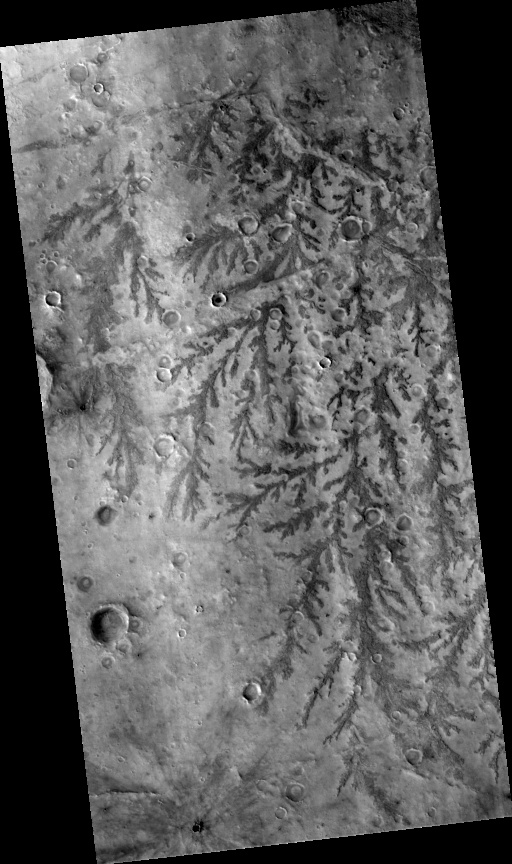
有許多支流的倒轉河道，位於大瑟提斯區。

研究人員利用來自火星全球探勘者號、2001火星奧德賽號和火星偵察軌道器資料找到分布很廣的氯化物鹽類礦物。氯化物通常是溶液溶解礦物最後的產物。以下一張影像顯示在法厄同區一些沉積物的狀態。這些證據表示這些沉積物是富含礦物的水蒸發後留下的。湖泊可能在火星表面大範圍存在。碳酸鹽、硫酸鹽和二氧化矽會在蒸發前先沉澱。硫酸鹽和二氧化矽已被火星探測車發現。氯化物鹽類存在的地區可能曾經有許多種生命形式。因此，這樣的區域可能保存遠古火星生命的遺跡。

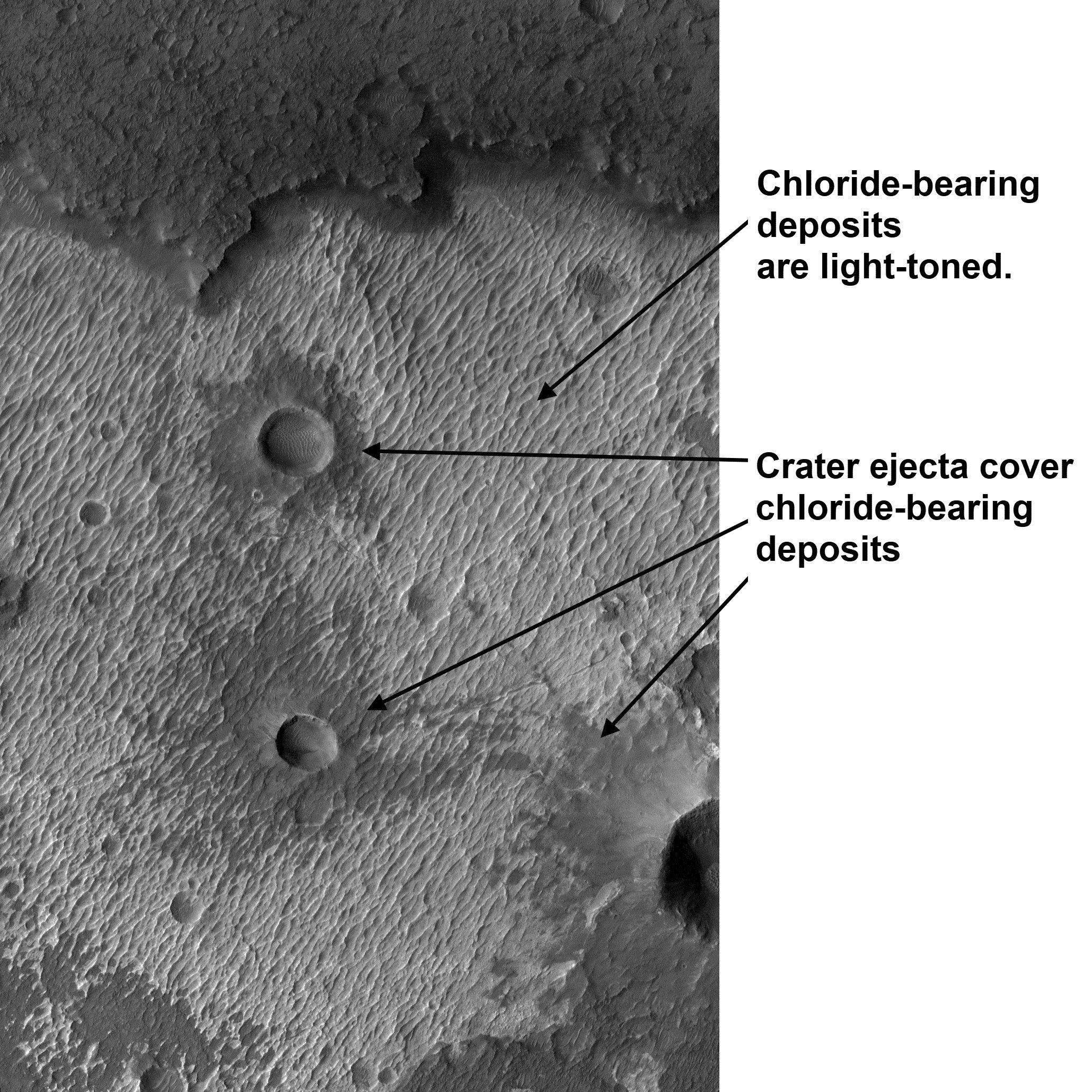
氯酸鹽類的沉積物是水存在的證據，位於法厄同區，高分辨率成像科学设备拍攝。

火星上許多地方的岩石多有明顯地層構造，哥倫布撞擊坑是其中一座有地層構造的撞擊坑。火山、風或水等許多地質作用會讓岩石出現分層構造。火星許多地方的岩石都有地層構造。科學家對於在火星上找到因為大量水流而形成的地層構造相當興奮。
有時候岩石各層會有不同顏色。火星上的淺色調岩石形成原因跟水合礦物，如硫酸鹽有關。機會號以數個儀器仔細觀察這樣的岩層。有些岩層可能是由細顆粒土壤形成，因為這些岩石似乎會分裂成細顆粒塵埃；相對的，分裂成大塊岩石的地層則可能明顯較堅硬，而這些岩層可能是由玄武岩構成。玄武岩在火星各地都可被發現。軌道探測器上的儀器在一些岩層發現黏土（頁矽酸鹽）。科學家對於發現水合礦物和黏土相當興奮，因為這些都是和水有關的礦物。黏土和其他水合礦物存在的地方可能是適合尋找生命存在證據的地方。
以下由高分辨率成像科学设备拍攝的影像是許多火星表面地層的例子。

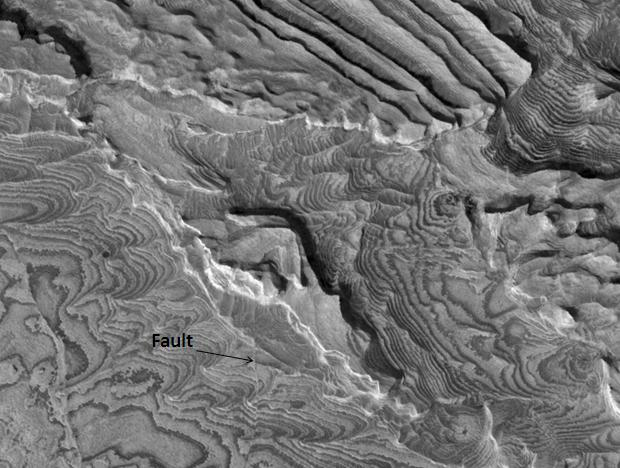
貝克勒撞擊坑的地層；點選放大可看到斷層。位於歐克西亞沼區。
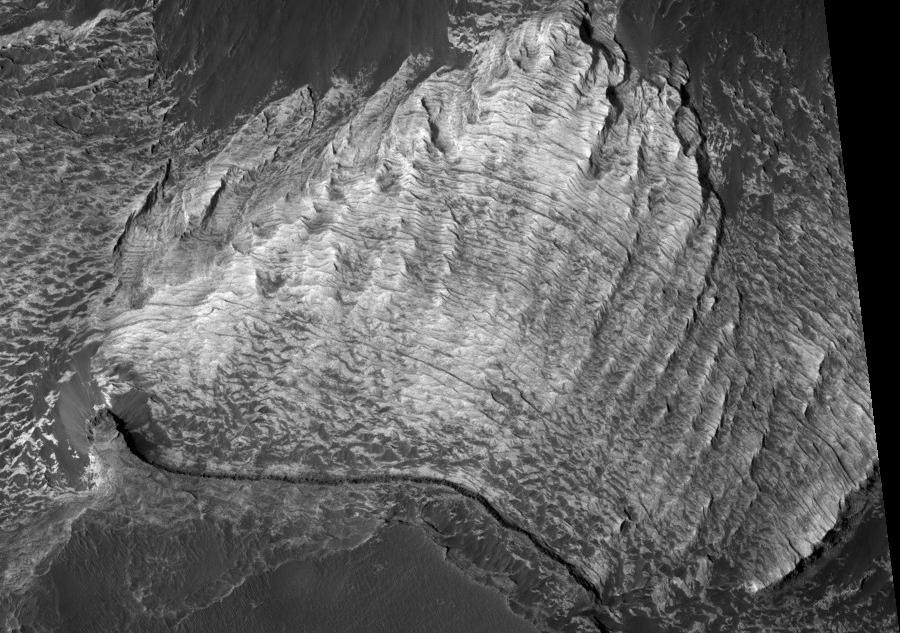
厄俄斯混沌地形的淺色調地層。位於科普剌塔斯区區。
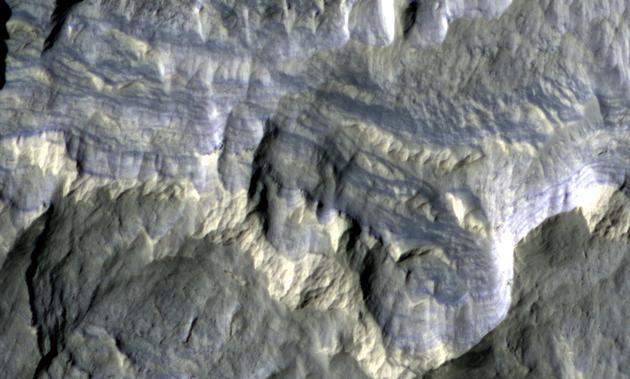
哥倫布撞擊坑的地層。這幅假伪色影像幅寬約800英呎；地層內有水合礦物。位於门农區。
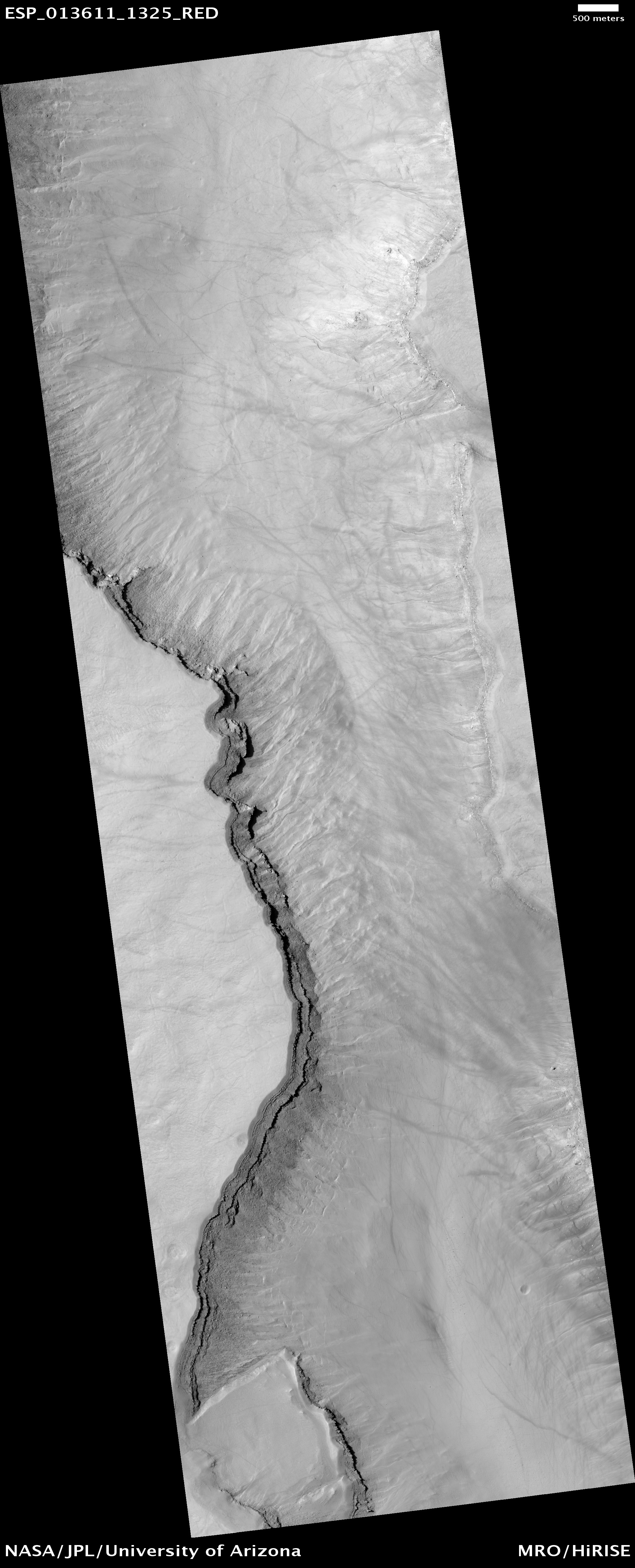
艾西莫夫撞擊坑西側斜坡的地層。位於挪亚區。
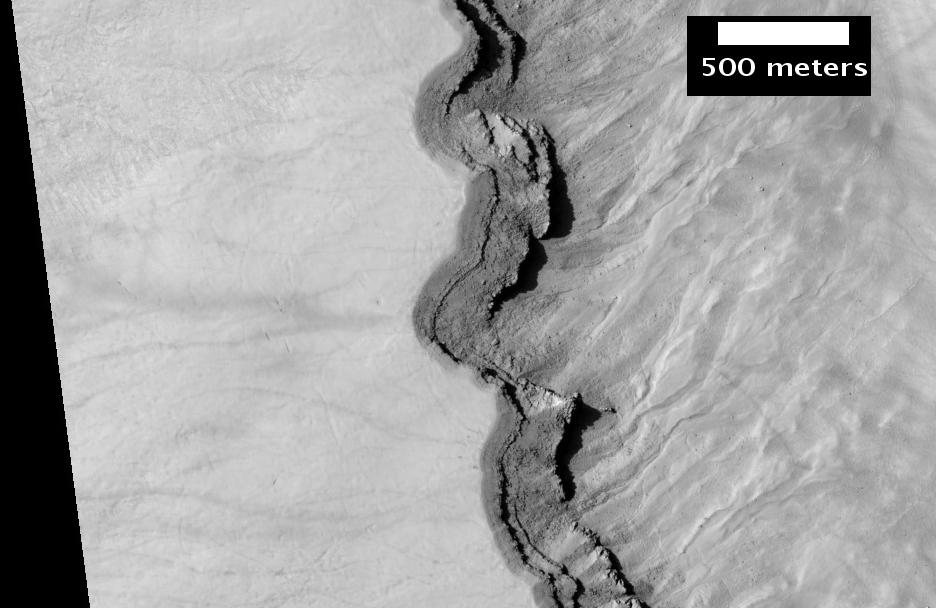
艾西莫夫撞擊坑西側斜坡的地層放大照。影子顯示突出的部分。部分地層對於侵蝕有較強抵抗力，所以較突出。位於挪亚區。
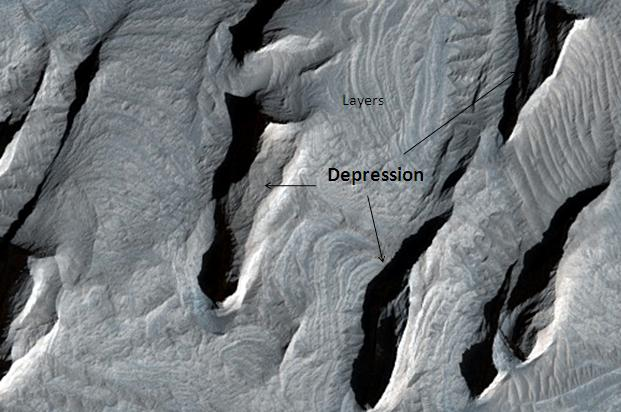
科普剌塔斯區提托努利林峽谷。
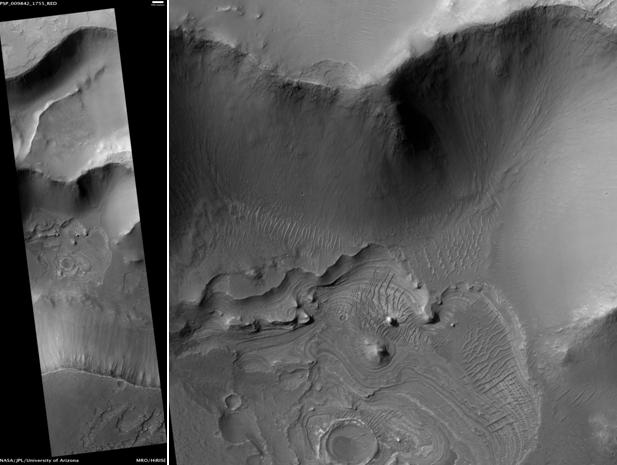
科普剌塔斯區朱芬塔峽谷西側地層，比例尺500公尺。

火星表面有很大面積的區域覆蓋着一層可能是水冰和塵埃的混合物。這層數公尺厚，富含水冰的沉積層使火星表面變平坦，但這些區域仍然有類似籃球表面的粗糙地表構造。因為這些區域很少撞擊坑，是相對年輕的區域。以下由高分辨率成像科学设备拍攝的影像可見這類區域的各種狀態。 

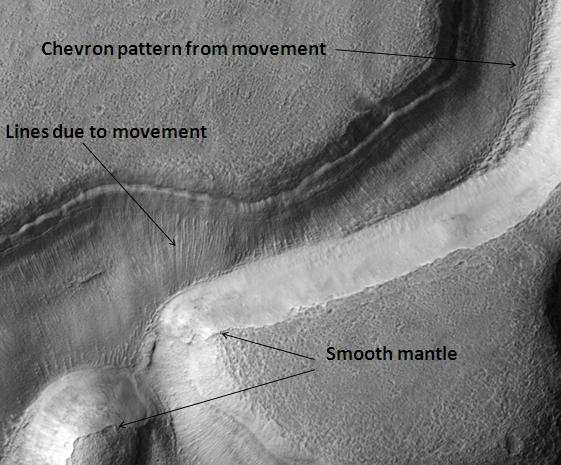
有富含水冰層基層覆蓋的尼日谷，是這一緯度的典型地表特徵。V 形地表特徵是因為含冰物質移動造成。位於希臘區。
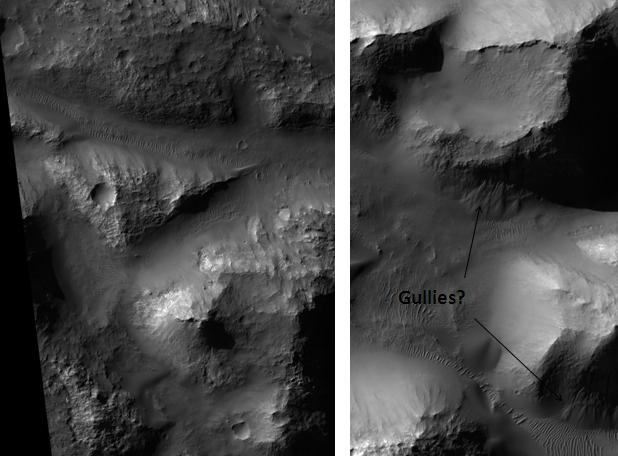
法厄同區亞特蘭提斯混沌地形，這兩幅图像的原始影像是兩個不同的區域，且不同比例。
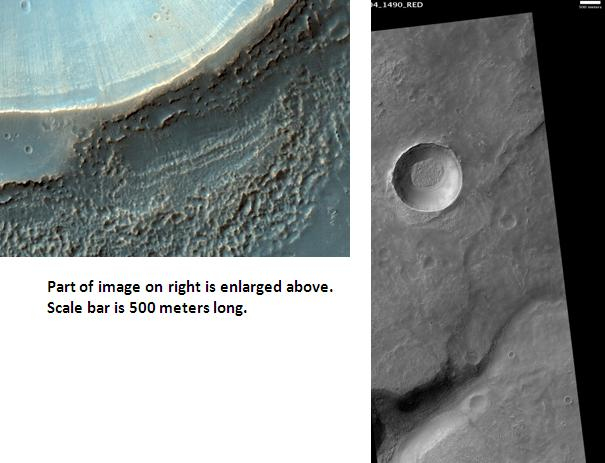
諾亞區地層狀況。

火星軌道和自轉傾角的變化造成水冰分布出现明顯變化，這相當於從極區到相當於美國德克薩斯州的緯度。在一些時期水蒸氣會從極區離開進入大氣層；並在比較低緯度地區變成霜或雪後和泥沙混合沉積。火星大氣層有大量的細顆粒塵埃，在水蒸氣凝結在這些顆粒後因為重量而下沉到地面。當水冰從淺地層進入大氣，將會留下泥沙，這些留下的泥砂能阻隔剩餘的冰阻止冰的昇華。
HiRISE 拍攝許多可能是水流在近年造成的冲沟；許多冲沟被多次拍攝以觀察是否有發生變化。部分科學家認為部分發生變化的冲沟，可能是這幾年中液態水所造成，但也有許多人認為可能是乾沙流所导致。這些都是由火星全球探勘者號首先發現。
其他理論認為這些冲沟或河道的形成是因為風的侵蝕、液態二氧化碳或液態甲烷。
以下影像是高分辨率成像科学设备拍攝的數百個被研究過的山溝的影像。

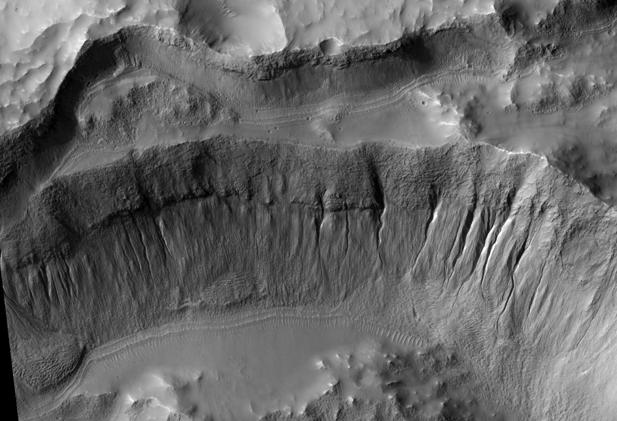
水手陨击坑內坑壁的大群冲沟。
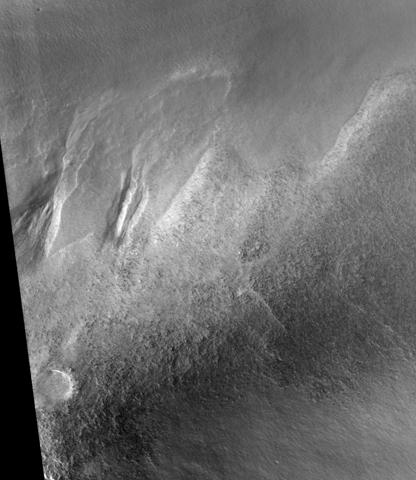
查瑞騰山脈的冲沟。位於阿爾及爾區。
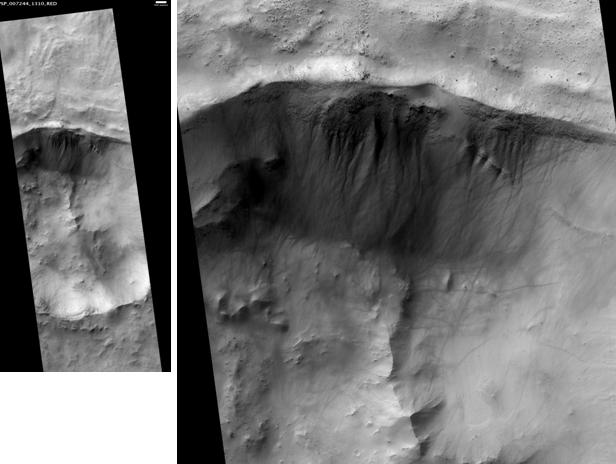
HiISE拍攝傑札撞擊坑北側坑壁（上方）的冲沟。暗線是塵捲風軌跡。比例尺是500公尺。位於阿爾及爾區。
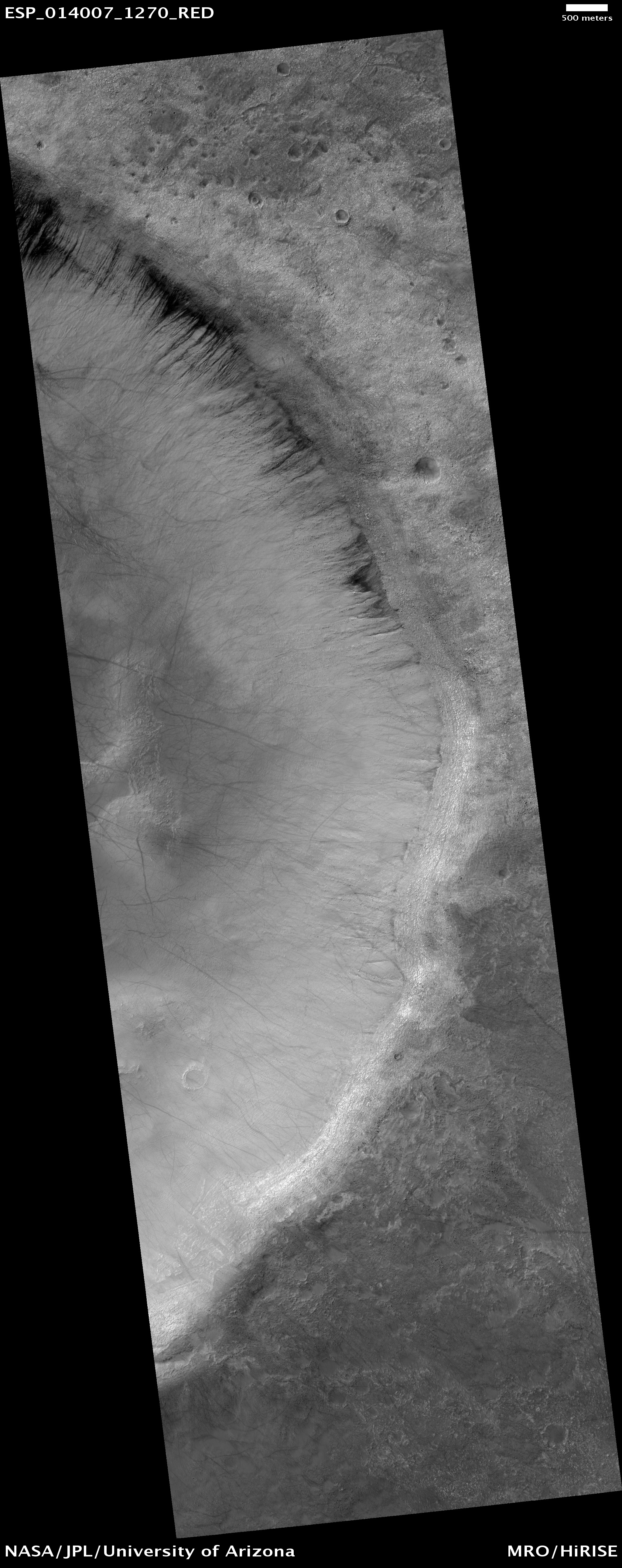
格林撞擊坑的冲沟。
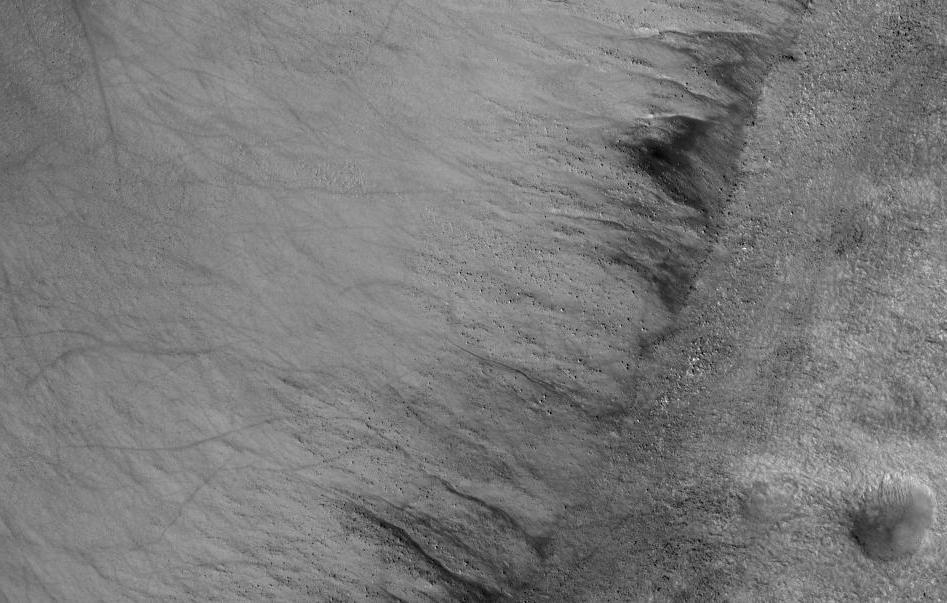
格林撞擊坑的冲沟特寫影像。位於阿爾及爾门农区
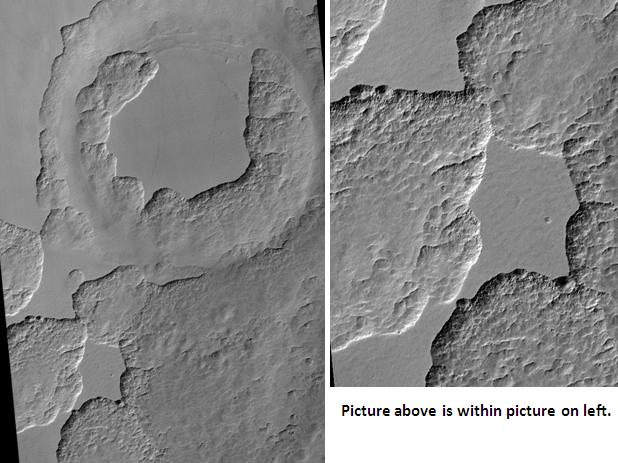
佩紐斯山的丘狀地形。貝狀地形在火星一些地區相當常見。
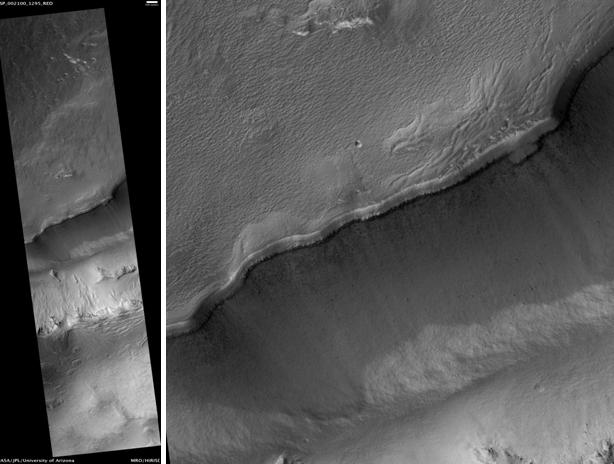
蒙德撞擊坑的突出部分是南側（底部）被侵蝕的坑壁。比例尺是500公尺。
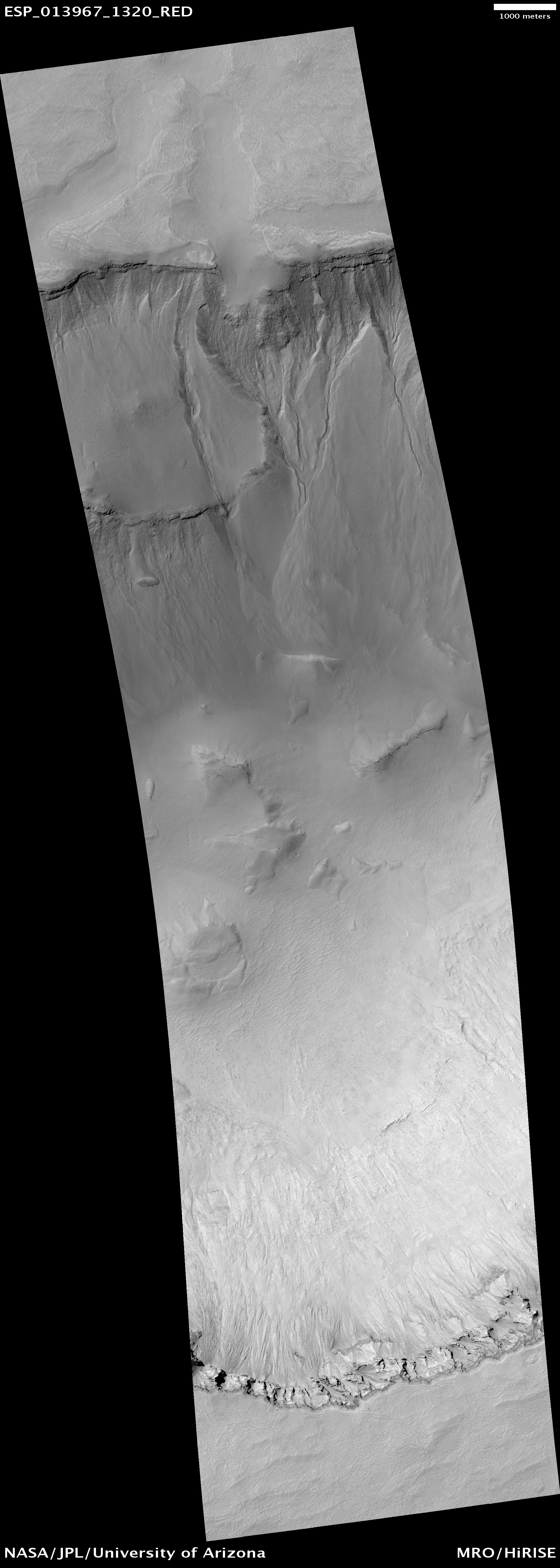
艾西莫夫撞擊坑影像底部是西南側坑壁。影像上半部是填滿大部分撞擊坑的山丘邊緣。
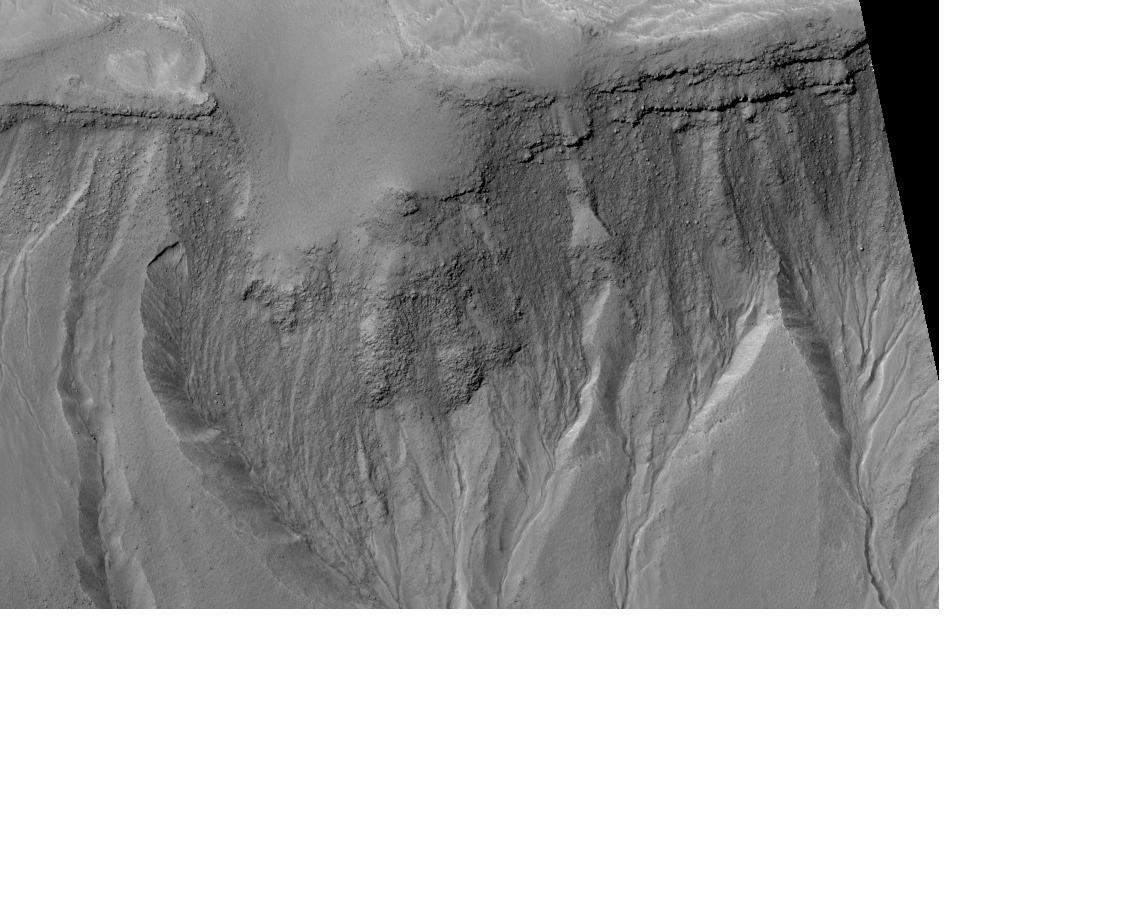
诺亚区艾西莫夫撞擊坑內山丘上的冲沟。
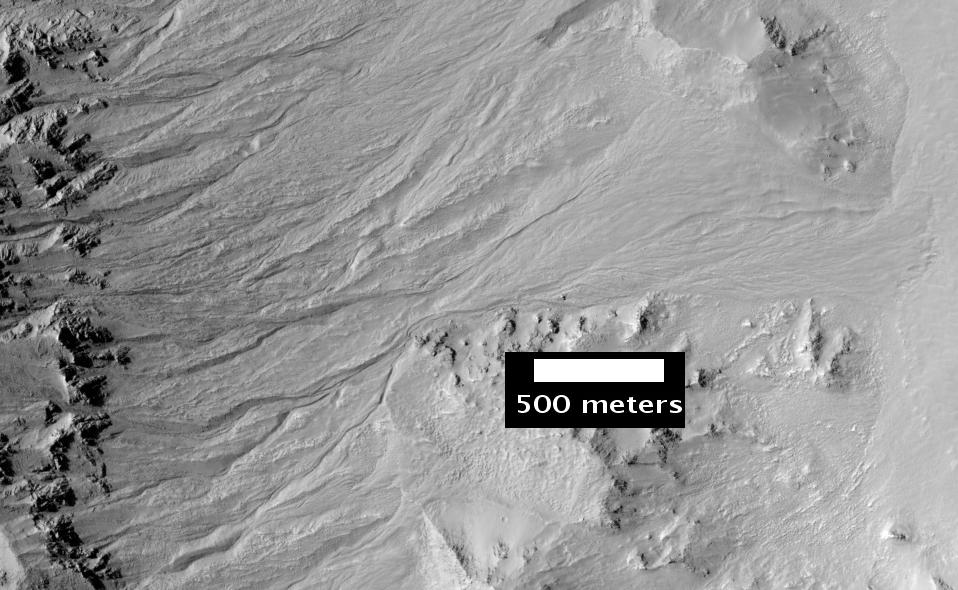
法厄同區的冲沟，注意河道如何環繞障礙物。
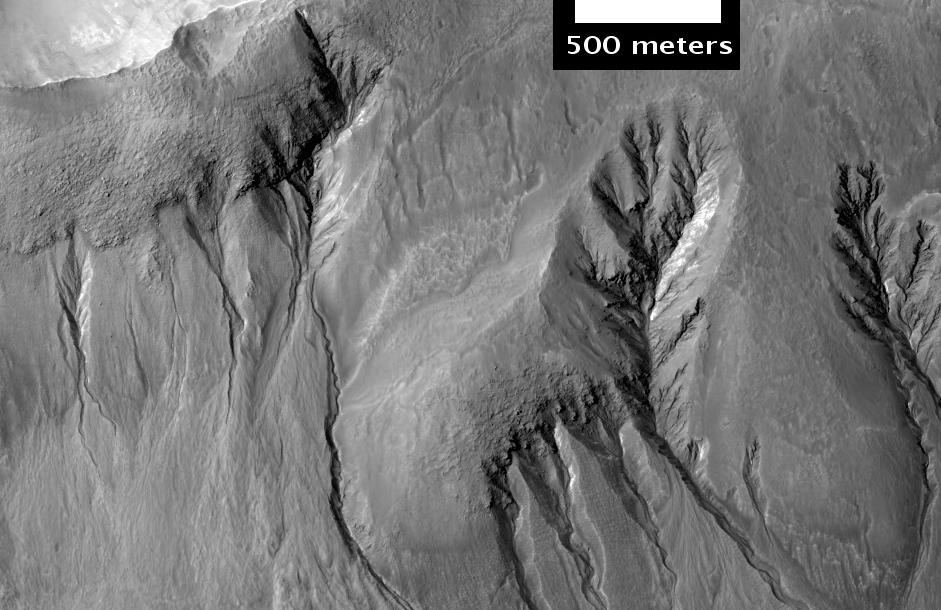
法厄同區有支流的的冲沟。

海盜號軌道器拍攝到峭壁周圍有許多堆疊起來的物質長期以來一直讓科學家感興趣；這些岩石碎片的沉積物被稱為舌狀岩屑坡（LDAs）。這類地形是向外突起，並且有從懸崖或陡坡起源的緩坡地形；這代表流動是從陡峭的懸崖開始。此外，舌狀岩屑坡可以看到類似地球上岩流（石冰川）造成的地表線理。最近研究人員分析火星偵察軌道器的淺地層雷達（SHARAD）觀測資料，發現強力證據顯示，在希臘平原和北半球中緯度的蛇狀岩屑坡是覆蓋有薄岩石的冰川。火星偵查軌道器的雷達接收到來自舌狀岩屑坡頂部和底部的強烈反射坡，代表純水冰造成LDA形成的阻礙（在兩個反射波之間）。根據鳳凰號的實驗和火星奧德賽號的觀測資料，我們現在知道水冰可以在火星高緯度區域地表下存在。在舌狀岩屑坡發現水冰代表水甚至可以在低緯度下存在；未來的火星殖民可以直接向下挖冰而不用到高緯度取水冰。而且舌状岩屑坡底下水冰的優勢是很容易使用軌道器發現與測繪其位置。舌狀岩屑坡在北緯38.2°的佛勒格拉山找到；而鳳凰號降落的地點是北緯68°，所以在舌狀岩屑坡發現水冰大幅增加人類未來在火星居住的可能性。探測器在火星赤道附近降落遠比在極區降落容易，所以人類未來在火星赤道附近殖民的可能性增加。
以下影像是高分辨率成像科学设备拍攝的舌狀岩屑坡示例：

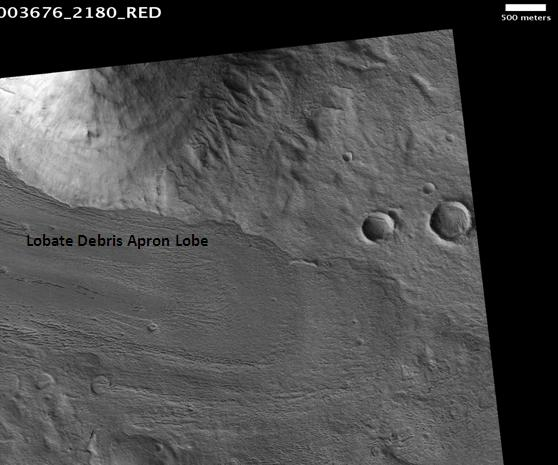
佛勒格拉山的舌狀岩屑坡，位於刻布壬尼亚區。這個岩屑坡極有可能是表面覆蓋一層岩石碎片的水冰，未來火星殖民可做為水的來源。比例尺是500公尺。
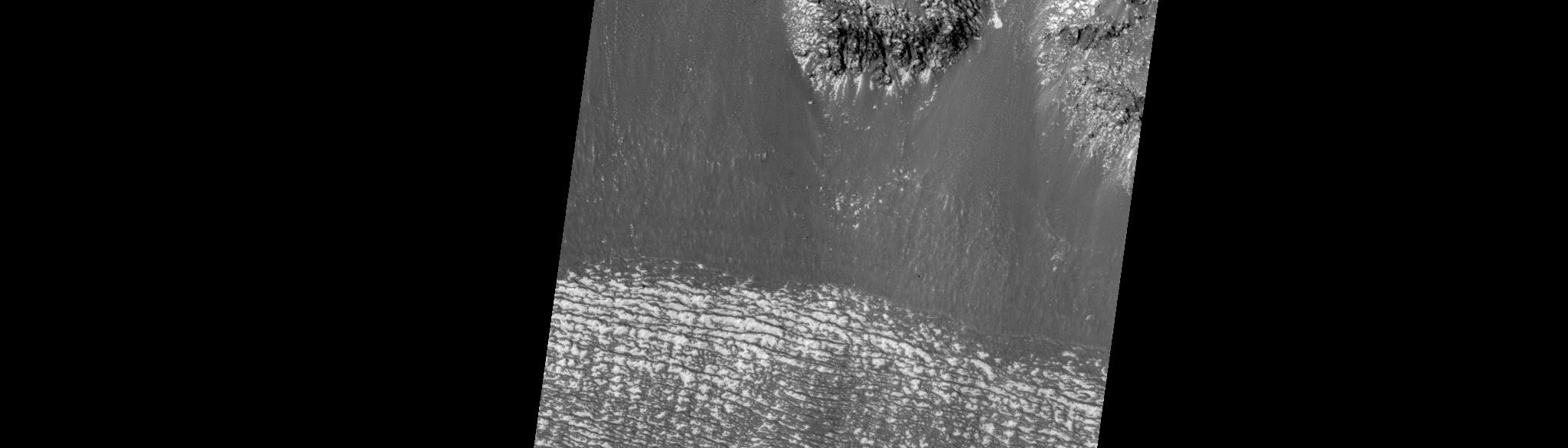
希腊区舌狀岩屑坡表面特寫影像，注意這些線條在地球上的岩流中相當常見。
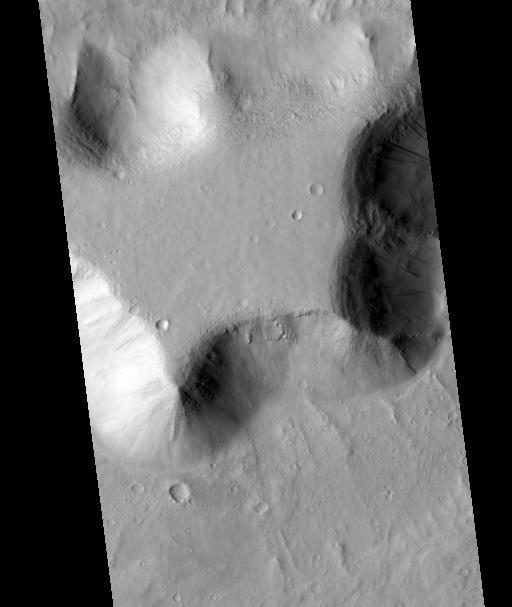
阿卡迪亞區沿山坡的舌狀岩屑坡。
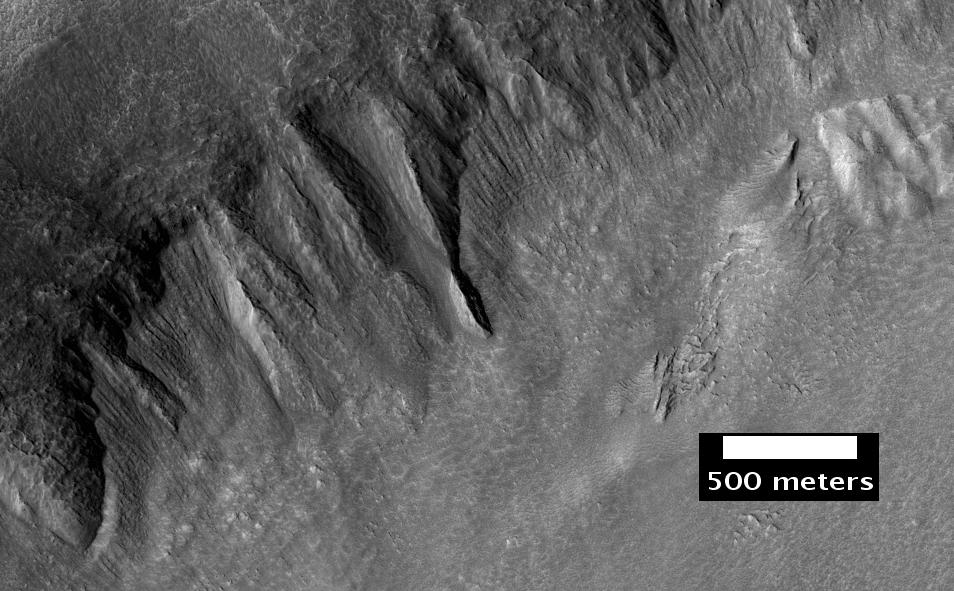
舌狀岩屑坡起源地。注意影像中的條紋，這些條紋指出運動方向。位於伊斯墨诺斯區。

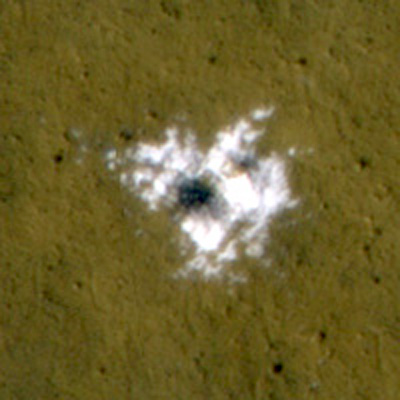
明亮區域是被撞擊後暴露出來的水冰。這些冰是由火星偵察軌道器上的小型偵察影像頻譜儀所確定，拍摄位置为刻布瑞尼亚區。

2009年9月在科學期刊上的一篇論文報告一些火星表面的新撞擊坑暴露高純度的水冰；在這之後冰就昇華進大氣層。這些冰存在於只有數英呎深處。這些冰是使用火星偵察軌道器上的火星專用小型偵察影像頻譜儀（CRISM）確定的。 這些冰其中3處是在刻布瑞尼亚區被找到；分別是：北纬55.57°, 东经150.62°; 北纬43.28°,东经176.9° 和北纬45°,东经164.5°。另外2處則是在狄阿克里亚區：北纬46.7°, 东经176.8° 和北纬46.33°, 东经176.9° E。這個發現顯示未來火星殖民可以從許多地方取得水源；這些冰可以挖出後溶化，再電解成氫和氧作為火箭燃料之用。

## 好奇号
2012年，美国宇航局的好奇号火星车发现了一道古河床的确凿证据，火星车发现了由沙粒和沙砾构成的砾岩。在研究了这些岩石照片后，科学家得出结论，组成砾岩的鹅卵石形状和大小表明，在数十亿年前可能被水侵蚀过。用于寻找现有水道证据的卫星照片曾指示这些水道可能代表流水，但没有证明这一点，好奇号的发现将是支持这些卫星图像的首个可靠的主要证据。 
 
好奇号上搭载了一部“火星车环境监测站”（REMS）仪器。利用火星车环境监测站的数据，科学家们可在2015年证明火星上存在液态水的条件。根据这些结论，火星地表中的盐可以吸收环境中的水蒸气。 这一研究也由主要作者发表在Nature Geoscience （页面存档备份，存于） with Javier Martín-Torres, Professor of Atmospheric Science at Luleå 科技大学 （页面存档备份，存于）。

## 另请参阅
- 火星暖坡上的季节性流
- 火星生命#液态水
- 火星#水文
- 火星大气层#水汽
- 火星地质#水文
- 火星快车#科学发现与重要事件
- 火星全球探勘者号#发现火星表面水的存在
- 2001火星奥德赛号#火星上的水
- 凤凰号火星探测器#火星表面的水

| - 地外液态水 - 火星海洋假说 - 火星殖民 - 火星气候 - 水蒸气#外星的水蒸气 - 外星生命 - 舌状岩屑坡 - 火星冲沟 - 冰川 |